# 20. Juli
Der 20. Juli ist der 201. Tag des gregorianischen Kalenders (der 202. in Schaltjahren), somit bleiben 164 Tage bis zum Jahresende.

## Ereignisse

### Politik und Weltgeschehen
- 0802: Karl der Große erhält in Aachen als Geschenk des Kalifen Harun ar-Raschid den Elefanten Abul Abbas nebst weiteren Gaben.
- 1402: Timur Lenks Mongolen besiegen in der Schlacht bei Ankara die Osmanen unter Sultan Bayezid I.

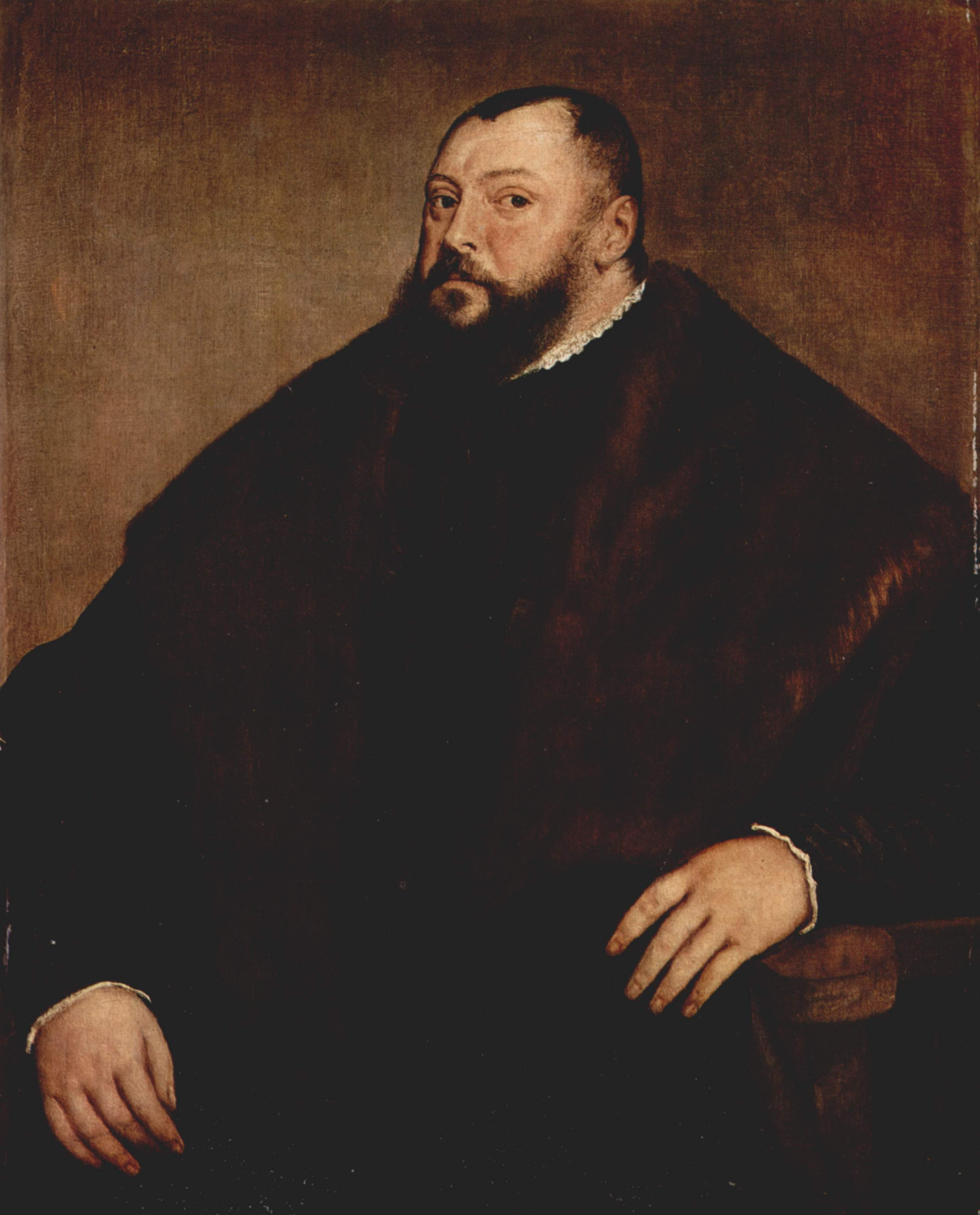
1546: Johann Friedrich I.

- 1546: Wenige Tage nach Beginn des Schmalkaldischen Krieges verhängt Kaiser Karl V. die Reichsacht über Kurfürst Johann Friedrich I. von Sachsen und Landgraf Philipp I. von Hessen, die beiden Anführer der protestantischen Seite.
- 1552: Nach der Eroberung von Temesvar wird das Banat Bestandteil des Osmanischen Reiches.
- 1630: Der schwedische König Gustav II. Adolf zieht nach seinem Eingreifen in den Dreißigjährigen Krieg in Stettin ein. Ein Teil der Truppe wird einquartiert und kümmert sich um die Befestigung der Stadt.
- 1632: Vor Wiesloch kommt es zu ersten Kämpfen zwischen schwedischen Einheiten unter Gustav II. Adolf und kaiserlich-bayerischer Reiterei, die die Schweden für sich entscheiden. Am 20. August kommt es schließlich zur Schlacht bei Wiesloch.
- 1728: Eine französische Flotte beginnt mit der Bombardierung von Tripolis. In dem sechstägigen Beschuss wird die nordafrikanische Korsarenstadt fast völlig zerstört.
- 1808: Napoleons Bruder Joseph Bonaparte zieht als König von Spanien in Madrid ein.
- 1810: Das Vizekönigreich Neugranada erklärt seine Unabhängigkeit von Spanien und wird zur Ersten Republik Kolumbien.
- 1853: Preußen und Oldenburg schließen den Jade-Vertrag ab, mit dem das Gebiet der späteren Stadt Wilhelmshaven an Preußen abgetreten wird.

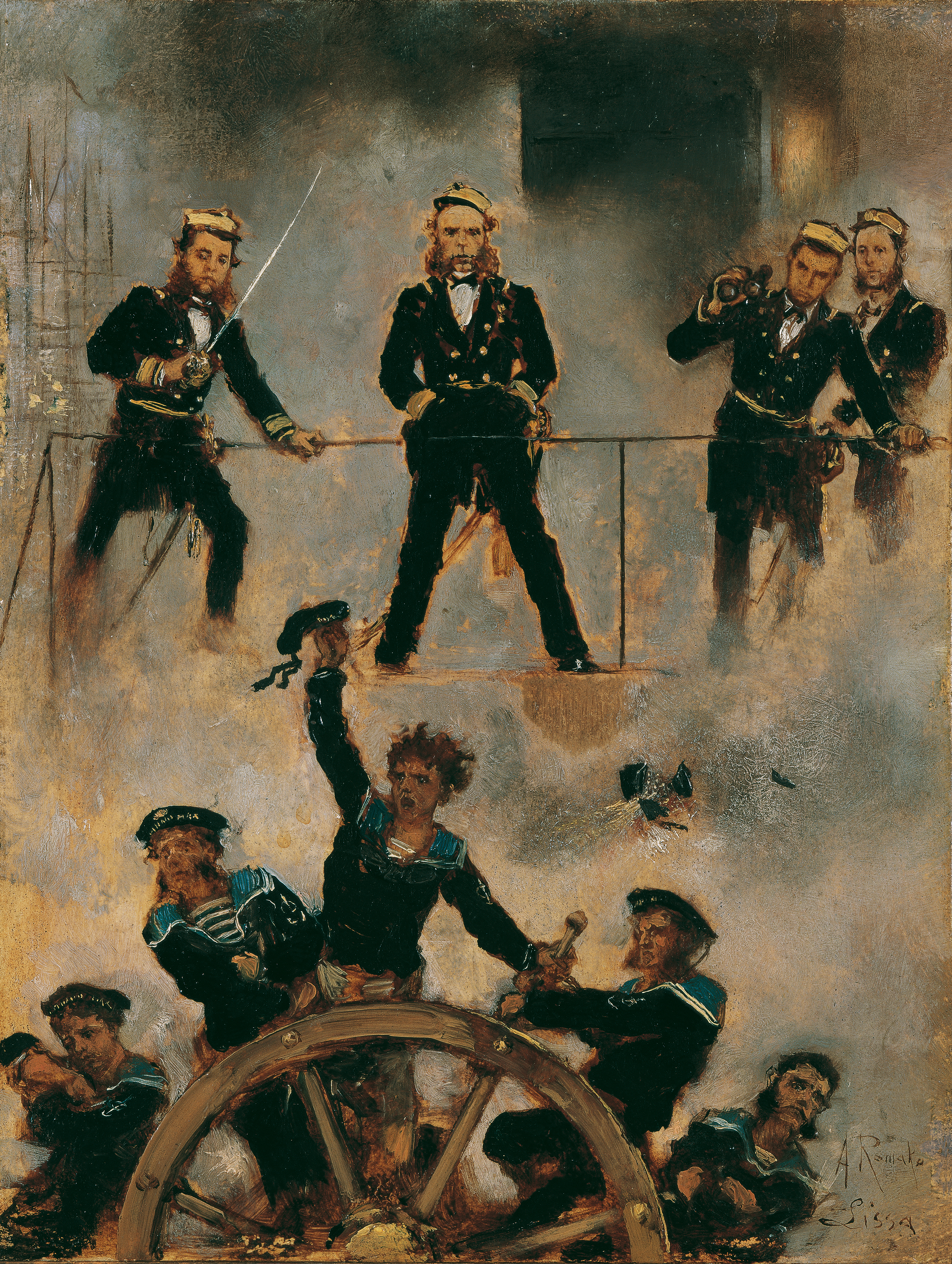
1866: Admiral Tegetthoff in der Seeschlacht von Lissa

- 1866: Die österreichische Marine unter Admiral Wilhelm von Tegetthoff besiegt die überlegene italienische Marine in der Seeschlacht von Lissa. Auf Grund der Niederlage in Königgrätz am 3. Juli hat dieser Sieg aber keine Auswirkungen mehr auf den Ausgang des Preußisch-Österreichischen Krieges.
- 1871: Das verschuldete British Columbia tritt der Kanadischen Föderation bei, nachdem diese die Übernahme der Lasten und den Bau der Canadian Pacific Railway versprochen hat.
- 1881: Der Sioux-Häuptling Sitting Bull kapituliert mit seinen Gefährten in Buford (North Dakota) vor der United States Army. Hunger, Heimweh und geringe Erfolgsaussichten des weiteren Kampfes haben die Indianer zur Rückkehr aus dem kanadischen Exil bewogen.
- 1889: In Paris endet der Gründungskongress der Zweiten Internationalen, der Vorläuferin der heutigen Sozialistischen Internationalen (SI).

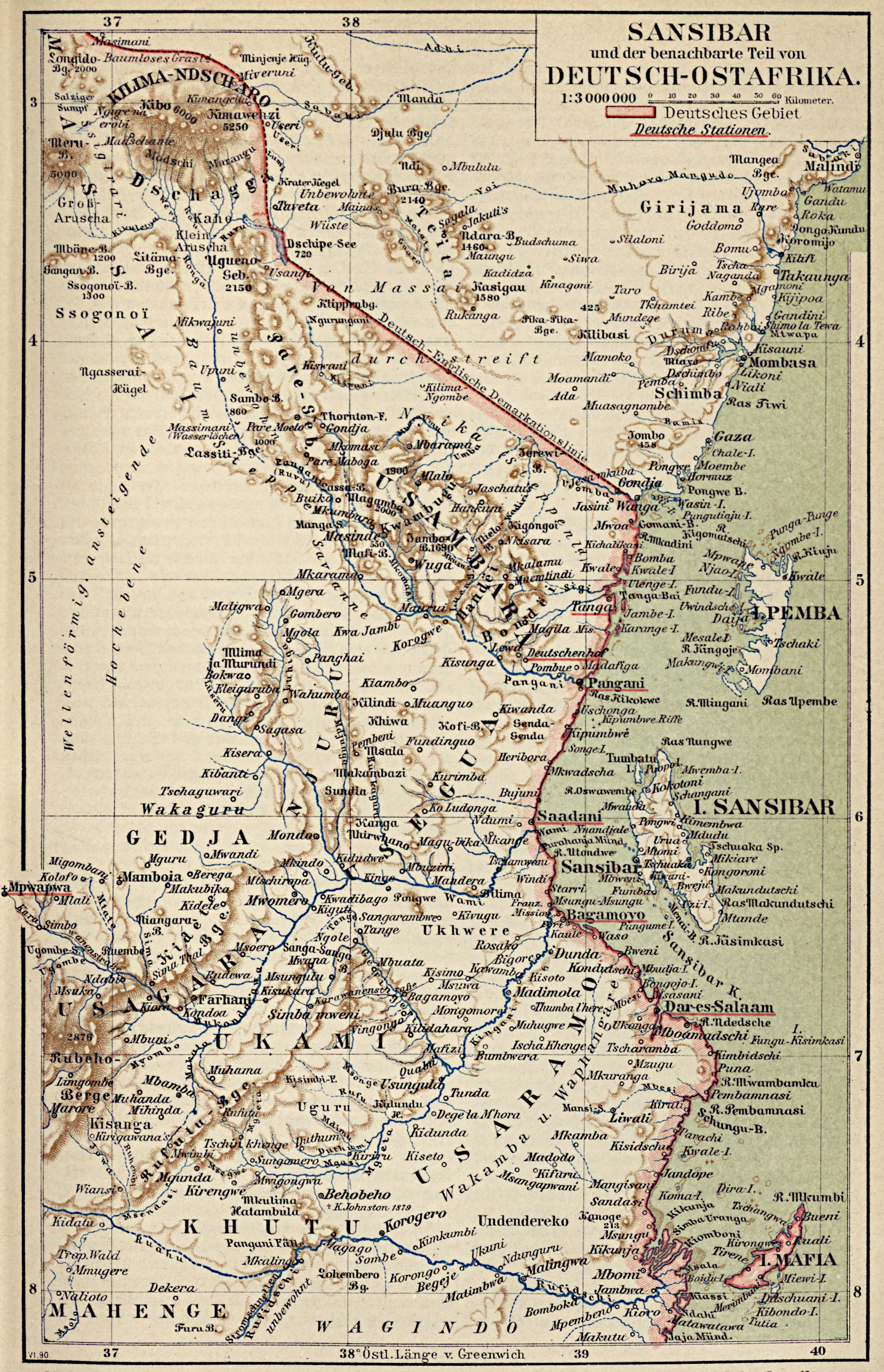
1905: Deutsch-Ostafrika

- 1905: In Deutsch-Ostafrika beginnt der Maji-Maji-Aufstand.
- 1906: Finnland führt als erstes europäisches Land das aktive und passive Frauenwahlrecht ein.
- 1917: Die Deklaration von Korfu ebnet den Weg für das Königreich der Serben, Kroaten und Slowenen, das nach Ende des Ersten Weltkriegs am 1. Dezember 1918 in Belgrad ausgerufen wird.
- 1920: Die deutsche Regierung erlässt im Hinblick auf den Polnisch-Sowjetischen Krieg ein Waffenembargo und unterstreicht damit ihre Neutralitätserklärung in diesem Konflikt.
- 1932: Die preußische Regierung wird per Notverordnung von Reichspräsident Paul von Hindenburg abgesetzt. Reichskanzler Franz von Papen übernimmt nach dem sogenannten Preußenschlag kommissarisch die Regierungsgeschäfte.
- 1933: Franz von Papen und der Kardinalstaatssekretär Eugenio Pacelli unterzeichnen das Reichskonkordat zwischen dem Heiligen Stuhl und dem Deutschen Reich.
- 1936: Der Vertrag von Montreux gibt der Türkei die volle Souveränität über die Dardanellen, das Marmarameer und den Bosporus zurück, die nach dem Ersten Weltkrieg unter internationale Kontrolle gestellt wurden, und regelt den freien Schiffsverkehr durch diese Gewässer.
- 1944: Operation Walküre: Claus Schenk Graf von Stauffenberg verübt ein Attentat auf Adolf Hitler, das jedoch scheitert.
- 1949: Syrien schließt als letzter Kriegsgegner im Palästinakrieg ein Waffenstillstandsabkommen mit Israel.
- 1951: König Abdallah I. von Jordanien wird auf dem Tempelberg in Jerusalem ermordet.
- 1954: Otto John, Präsident des Bundesamtes für Verfassungsschutz, setzt sich in die Deutsche Demokratische Republik ab.
- 1960: In Ceylon gewinnt die SLFP unter Sirimavo Bandaranaike die Parlamentswahlen; weltweit wird damit erstmals eine Frau gewählte Regierungschefin eines Landes.
- 1963: Die Europäische Wirtschaftsgemeinschaft schließt mit 18 afrikanischen Staaten das Yaoundé-Abkommen. Darin werden wirtschaftliche Zusammenarbeit und das Gewähren von Mitteln zur Entwicklungshilfe durch den Europäischen Entwicklungsfonds vereinbart.

1974: Zypern

- 1974: Zypernkonflikt: Die Türkei besetzt als Folge des Militärputsches vom 15. Juli unter Berufung auf den Londoner Garantievertrag 1959 den Nordteil der Insel.
- 1975: Der Bund für Umwelt und Naturschutz Deutschland (BUND) wird gegründet.
- 1977: Libysche Artillerieeinheiten beschießen die ägyptische Grenzstadt Sallum und den Halfaya-Pass, nachdem ein Protestmarsch gegen die Annäherung Ägyptens an Israel von ägyptischen Soldaten gestoppt worden ist. Damit beginnt der fünftägige Libysch-Ägyptische Grenzkrieg.
- 1985: Rassenunruhen veranlassen die südafrikanische Apartheid-Regierung, für 36 Bezirke im Land den Ausnahmezustand zu verkünden.
- 1989: Die Militärregierung Myanmars stellt die Oppositionsführerin Aung San Suu Kyi erstmals unter Hausarrest.
- 1999: Mit einer Verhaftungswelle beginnt in der Volksrepublik China die systematische Verfolgung von Falun-Gong-Praktizierenden.
- 1999: Russland erklärt die 1945 in Deutschland erbeuteten Kunstschätze zu russischem Eigentum.
- 1999: Ernst-Volker Staub und Daniela Klette, Mitglieder der seit April 1998 offiziell aufgelösten RAF, überfallen in Duisburg einen Geldtransporter mit einer Panzerfaust.
- 2001: Der italienische Aktivist Carlo Giuliani wird während einer Demonstration zum G8-Gipfel in Genua von einem Polizisten erschossen.

### Wirtschaft

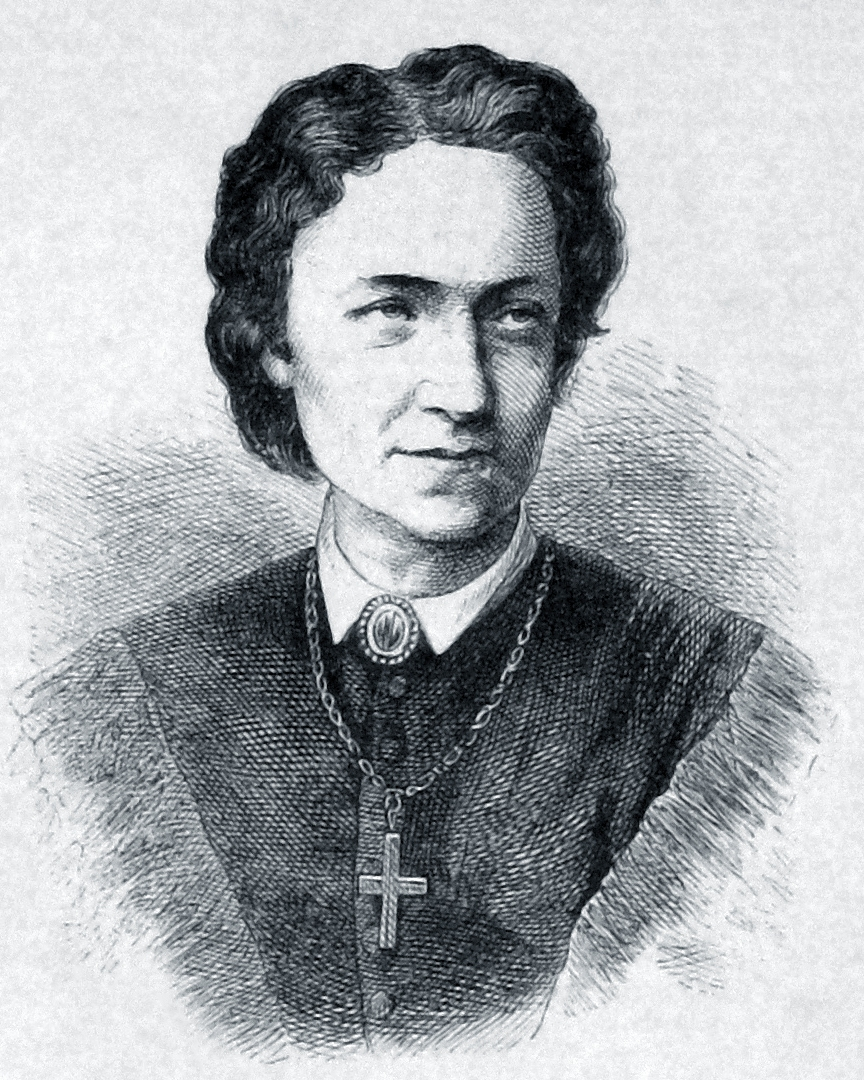
1873: Adele Spitzeder

- 1796: In Margate nahe der Themsemündung wird das erste Seehospiz eröffnet. Der Arzt John Coakley Lettsom erhofft sich davon bessere Genesung von Kranken durch das Meeres-Reizklima.
- 1873: Adele Spitzeder wird zu drei Jahren Zuchthaus wegen betrügerischen Bankrotts mit ihrer Dachauer Volksbank verurteilt. Durch hohe Zinsversprechen hat sie in einem Schneeballsystem mehr als 30.000 Einleger geschädigt.

### Wissenschaft und Technik
- 1969: Im Rahmen des Apollo-Programms der USA erfolgt die erste bemannte Mondlandung im Rahmen der Mission Apollo 11 durch Neil Armstrong und Buzz Aldrin, während Michael Collins in der Kommandokapsel den Erdtrabanten umkreist.

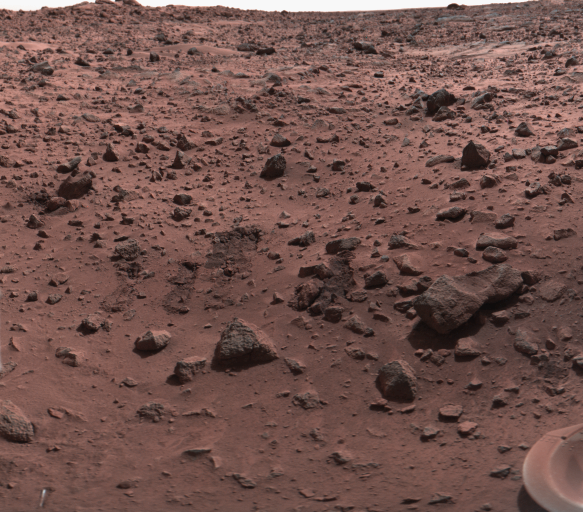
1976: Landegebiet von Viking 1

- 1976: Der Lander der Raumsonde Viking 1 erreicht die Oberfläche des Mars und macht die erste Nahaufnahme der Marsoberfläche.
- 2017: In Pakistan wird der 8,5 km lange Lowari-Tunnel, das längste Tunnelbauwerk des Landes, eröffnet.

### Kultur

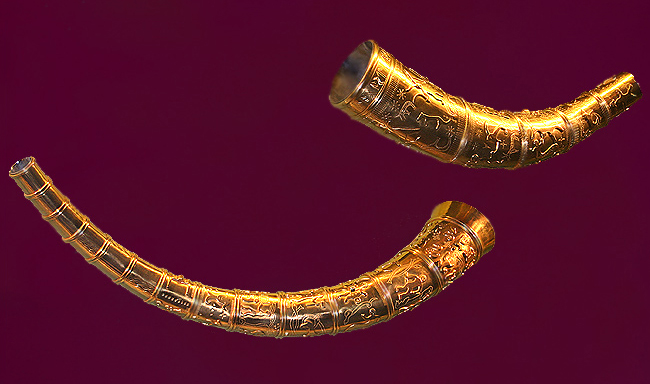
1639: Goldhörner von Gallehus

- 1639: Die Klöpplerin Kirsten Svendsdatter entdeckt das längere der beiden Goldhörner von Gallehus. Sie sind die berühmtesten archäologischen Funde in Dänemark. Das kürzere wird im Jahr 1734 ebenfalls zufällig aufgefunden.

### Religion
- 0514: Der Witwer und römische Diakon Hormisdas wird Bischof von Rom.
- 1221: In Kastilien wird mit dem Bau der Kathedrale von Burgos begonnen.

### Katastrophen

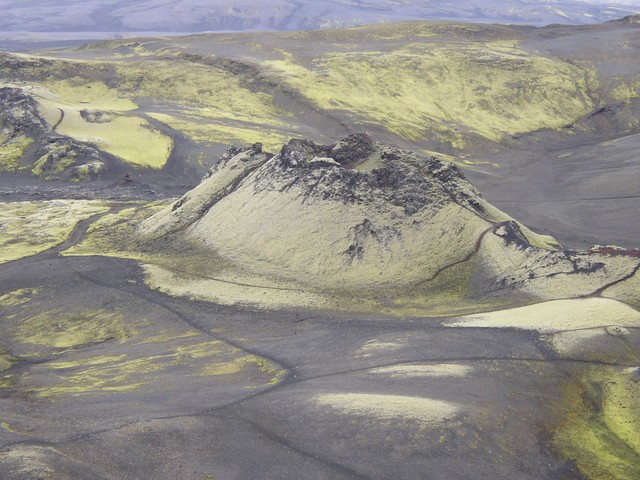
1783: Die Laki-Krater

- 1783: In Island quellen nach dem Ausbruch am 8. Juni erneut Lavamassen aus den Laki-Kratern. Der Pfarrer Jón Steingrímsson hält an diesem Tag seine erste Feuerpredigt. Diese bewirkt angeblich, dass die Lava den Ort Kirkjubæjarklaustur verschont.
- 1944: Die Gesundheitsbehörden in Bombay geben bekannt, dass eine Cholera-Epidemie in den vergangenen drei Monaten 34.000 Menschenleben gefordert hat.

Kleinere Unglücksfälle sind in den Unterartikeln von Katastrophe und in der Liste von Katastrophen aufgeführt.

### Sport
- 1842: Dem russischen Ex-Offizier Platon de Tchihatcheff und seinen Begleitern gelingt die Erstbesteigung des Aneto, des höchsten Bergs der Pyrenäen.
- 1904: Der Schwenninger Eis- und Rollsportclub, die späteren SERC Wild Wings, wird gegründet.
- 1924: In Paris entsteht der Weltschachverband FIDE.

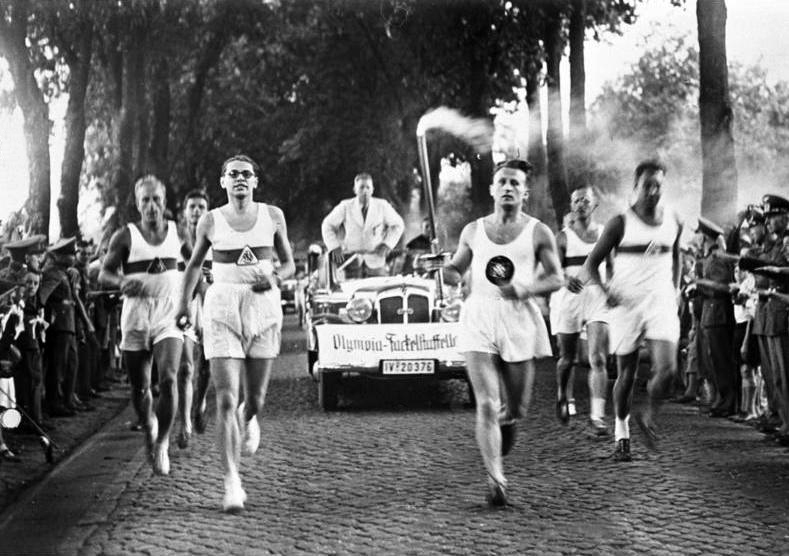
1936: Fackellauf

- 1936: In Griechenland startet der erste olympische Fackellauf.
- 1969: Der erstmals teilnehmende belgische Radrennfahrer Eddy Merckx gewinnt überlegen die 56. Tour de France.
- 1984: Uwe Hohn aus der DDR schraubt den Weltrekord im Speerwurf auf 104,80 m. Daraufhin beschließt die IAAF die technische Änderung des Sportgerätes.
- 2006: Radprofi Jan Ullrich erhält von seinem Rennstall T-Mobile-Team eine außerordentliche Kündigung, nachdem er zuvor gegen ihn erhobene Dopingvorwürfe nicht entkräften konnte.

Einträge von Leichtathletik-Weltrekorden befinden sich unter der jeweiligen Disziplin unter Leichtathletik.
Einträge zu Fußballweltmeisterschaftsspielen finden sich in den Unterseiten von Fußball-Weltmeisterschaft. Das Gleiche gilt für Fußball-Europameisterschaften.

## Geboren

### Vor dem 18. Jahrhundert
- 0356 v. Chr.: Alexander der Große, makedonischer König
- 0682: Taichō, buddhistischer Mönch im Japan der Nara-Zeit

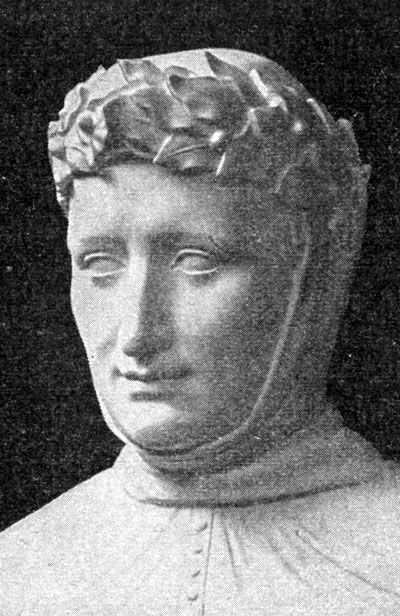
Petrarca (* 1304)

- 1304: Francesco Petrarca, italienischer Dichter
- 1369: Peter von Luxemburg, französischer Geistlicher, Bischof von Metz, Kardinal
- 1485: Giovan Battista Ramusio, italienischer Humanist, Historiker und Geograf
- 1519: Innozenz IX., Papst
- 1558: Wolfgang II. zu Castell-Remlingen, Herrscher der Grafschaft Castell
- 1574: Wilhelm Kettler, Herzog von Kurland
- 1593: Heinrich Ernst zu Stolberg, Graf von Stolberg-Wernigerode
- 1620: Nikolaes Heinsius der Ältere, niederländischer Gelehrter und Lyriker
- 1638: Ulrich Friedrich Gyldenlöwe, dänischer Statthalter von Norwegen
- 1648: Johann Wilhelm Bentinck, 1. Earl of Portland, niederländisch-englischer Höfling und Diplomat
- 1656: Johann Bernhard Fischer von Erlach, österreichischer Architekt
- 1671: Philipp von Hessen-Darmstadt, Gouverneur von Mantua
- 1677: Johann Franz Capellini von Wickenburg, kurpfälzischer Geheimer Rat und Autor
- 1686: Johann Jacob Schoy, österreichischer Bildhauer
- 1694: Christian Gottlieb Jöcher, deutscher Historiker, Bibliothekar und Lexikograf

### 18. Jahrhundert
- 1721: Achatz Ferdinand von der Asseburg, deutscher Diplomat
- 1721: Philippe-Auguste de Sainte-Foy, französischer Schriftsteller

Ursula Wolf-Zellweger (* 1735)

- 1735: Ursula Wolf-Zellweger, schweizerische Großbürgerin und Stifterin
- 1738: Giuseppe Angeluni, Erzbischof von Durrës
- 1742: Armand de Kersaint, französischer Seeoffizier und Politiker
- 1744: Joshua Clayton, US-amerikanischer Politiker, Präsident/Gouverneur von Delaware, Senator
- 1748: Ferdinand Franz Wallraf, deutscher Kunstsammler
- 1754: Bernhard Christoph d’Arien, deutscher Dramatiker und Librettist
- 1754: Antoine Louis Claude Destutt de Tracy, französischer Philosoph
- 1758: Marguerite Élie Guadet, französischer Revolutionär
- 1758: Sophie Friederike von Thurn und Taxis, deutsche Adelige
- 1762: Jakob Haibel (auch Haibl), österreichischer Komponist, Sänger und Chorregent
- 1762: Victor Hugues, französischer Kolonialverwalter unter Robespierre, Napoleon I. und Ludwig XVIII.

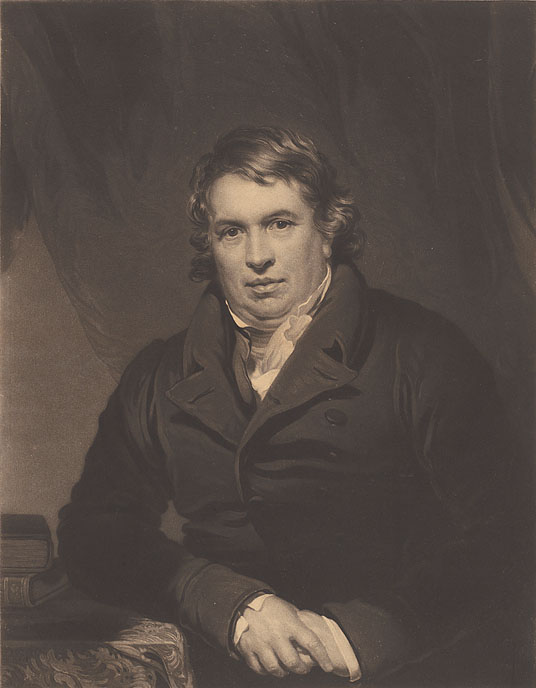
John Bell (* 1765)

- 1765: John Bell, US-amerikanischer Politiker, Gouverneur von New Hampshire
- 1766: Thomas Bruce, 7. Earl of Elgin, britischer Diplomat und Archäologe
- 1768: Franz Anton Schubert, deutscher Kirchenkomponist und Instrumentalist an der Katholischen Hofkirche Dresden
- 1774: Johann Ernst Daniel Bornschein, deutscher Dramatiker und Romanautor
- 1774: Auguste Frédéric Louis Viesse de Marmont, französischer Feldherr
- 1785: Mahmud II., Sultan des Osmanischen Reiches
- 1792: Friedrich Ludwig Wachter, deutscher Mathematiker und Astronom
- 1796: Edward Hodges, US-amerikanischer Organist und Komponist
- 1797: Auguste Stourm, französischer Politiker, Generaldirektor der Post
- 1797: Paul Edmund de Strzelecki, polnischer Forscher und Entdeckungsreisender

### 19. Jahrhundert

#### 1801–1850
- 1804: Richard Owen, britischer Chirurg und Zoologe, Paläontologe und Evolutionsbiologe
- 1808: Frédéric de Rougemont der Ältere, Schweizer Geograf, Historiker, Philosoph, Theologe und Politiker
- 1810: Friedrich Aulenbach, deutscher Dichter
- 1811: James Bruce, 8. Earl of Elgin, britischer Adeliger, Kolonialbeamter und Diplomat
- 1812: Louisa Anne Meredith, australische Illustratorin und Schriftstellerin
- 1822: Gregor Mendel, österreichischer Priester und Naturforscher, Vater der Genetik

Fanny Janauschek (* 1828)

- 1828: Fanny Janauschek, tschechische Schauspielerin
- 1830: Clements Markham, britischer Entdecker, Autor und Geograph
- 1833: Carl von Hasenauer, österreichischer Architekt (Wiener Ringstrasse)
- 1835: Adelheid zu Hohenlohe-Langenburg, deutsche Herzogin von Schleswig-Holstein-Sonderburg-Augustenburg
- 1836: Thomas Clifford Allbutt, britischer Arzt, Erfinder des Fieberthermometers
- 1838: George Trevelyan, 2. Baronet, britischer Historiker und Staatsmann in der Regierung William Gladstone
- 1840: Louis Andrieux, französischer Politiker, Polizeipräfekt von Paris und Botschafter
- 1842: Aline von Kapff, deutsche Malerin
- 1847: Max Liebermann, deutscher Maler und Grafiker, bedeutender Vertreter des Impressionismus, Präsident der Berliner Secession

#### 1851–1900
- 1859: Adolf zu Schaumburg-Lippe, deutscher Prinz aus dem Hause Schaumburg-Lippe und preußischer General
- 1864: Erik Axel Karlfeldt, schwedischer Lyriker, Nobelpreisträger
- 1864: Gaston Carraud, französischer Komponist und Musikkritiker

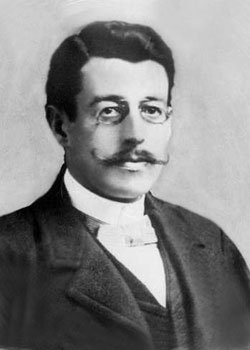
Hans Steffen (* 1865)

- 1865: Hans Steffen, deutscher Geograph
- 1870: Luigi von Kunits, österreichischer Dirigent und Komponist, Geiger und Musikpädagoge
- 1871: Ernest Hutcheson, australischer Pianist, Musikpädagoge und Komponist
- 1872: Anna Schuster, deutsche Krippenschnitzerin und Heimatdichterin
- 1872: Déodat de Séverac, französischer Komponist
- 1873: Alberto Santos Dumont, brasilianischer Luftschiffer, Luftfahrtpionier und Erfinder
- 1874: Anton Rimathé, Schweizer Gewerkschaftsfunktionär und Politiker
- 1876: Otto Blumenthal, deutscher Mathematiker
- 1882: Olga Hahn-Neurath, österreichische Mathematikerin und Philosophin
- 1883: Hans Jauch, deutscher Oberst und Freikorpsführer
- 1883: Christian Jensen, deutscher Altphilologe und Papyrologe
- 1883: Siddy Wronsky, jüdische Wohlfahrtspolitikerin
- 1885: Ulysse Paquin, kanadischer Sänger
- 1885: Herman Wildenvey, norwegischer Lyriker

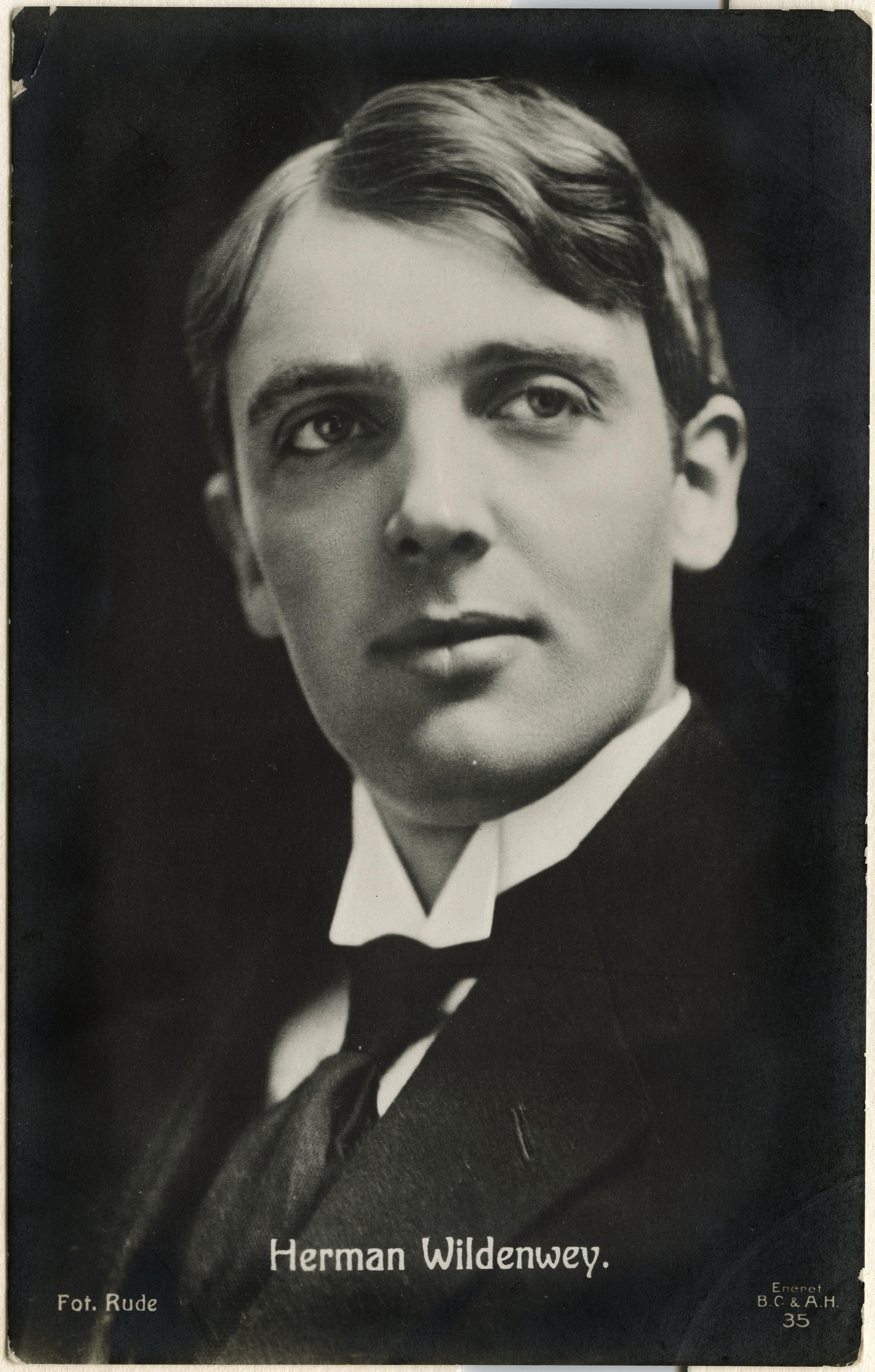
Heinrich Freyschmidt (* 1885)

- 1887: Heinrich Freyschmidt, deutscher Wasserspringer
- 1887: Louis Rigal, französischer Automobilrennfahrer
- 1888: Franz Jacobi, deutscher Hüttenbeamter und Fußballfunktionär in Dortmund
- 1888: Selman Abraham Waksman, US-amerikanischer Forscher
- 1889: Elise Augustat, deutsche Reichstagsabgeordnete
- 1889: John Reith, 1. Baron Reith, britischer Gründervater und Generaldirektor der British Broadcasting Company (BBC)
- 1890: Richard Billinger, österreichischer Schriftsteller

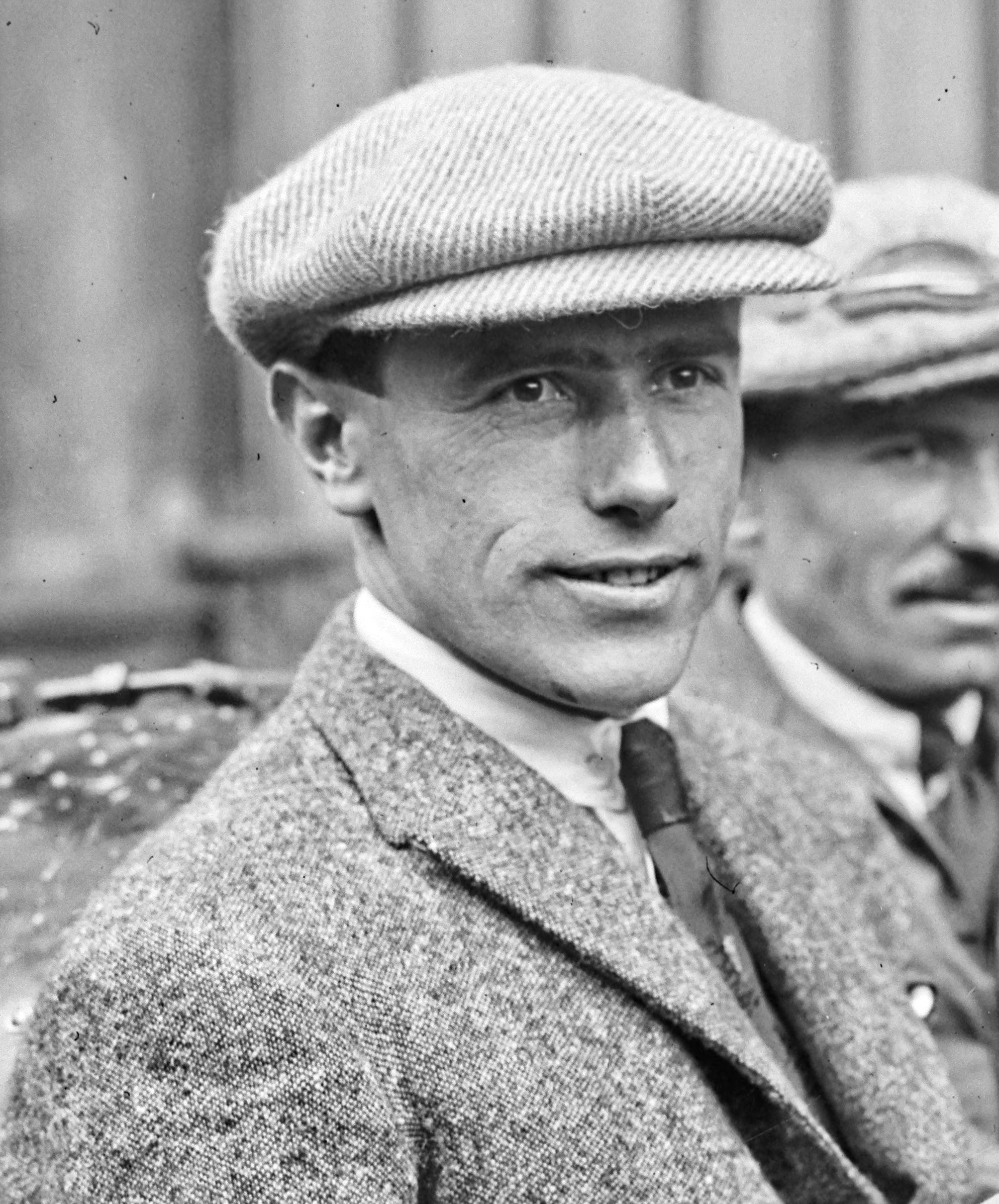
Enrico Giaccone (* 1890)

- 1890: Enrico Giaccone, italienischer Automobilrennfahrer
- 1893: Ludwig Münz, deutscher Jurist und Märtyrer
- 1894: Odette du Puigaudeau, französische Schriftstellerin und Entdeckungsreisende
- 1895: Anton Arland, deutscher Pflanzenbauwissenschaftler
- 1895: László Moholy-Nagy, ungarischer Künstler des Bauhauses
- 1896: Henricus Jacobus Charles Tendeloo, niederländischer Chemiker
- 1897: Camillo Berneri, italienischer Autor und Anarchist
- 1897: Tadeus Reichstein, Schweizer Chemiker
- 1899: Fritz Glarner, Schweizer-US-amerikanischer Maler

### 20. Jahrhundert

#### 1901–1925

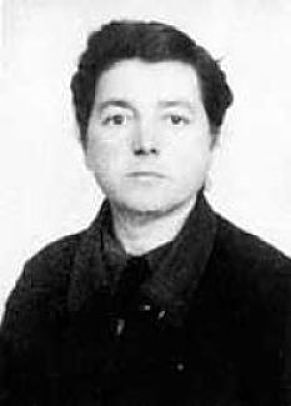
Ida Mett (* 1901)

- 1901: Ida Mett, russische Anarchistin und Anarcho-Syndikalistin
- 1901: Ingeborg Alix von Oldenburg, deutsche Adelige und Mitglied des SS-Helferinnenkorps
- 1905: Harvey Perrin, kanadischer Geiger, Bratschist, Chordirigent und Musikpädagoge
- 1906: Heinz Krekeler, deutscher Chemiker und Politiker
- 1907: Doris Thalmer, deutsche Schauspielerin

Paul Hubschmid (* 1917)

- 1908: Gunnar de Frumerie, schwedischer Komponist
- 1908: Walter Strzygowski, deutscher Wirtschaftsgeograph
- 1909: Mireille Balin, französische Schauspielerin
- 1910: Muriel Evans, US-amerikanische Schauspielerin
- 1910: Cicely Veronica Wedgwood, englische Historikerin
- 1912: Heinz Kohlhaas, deutscher Boxer
- 1913: Schalom Ben-Chorin, israelischer Schriftsteller
- 1914: Elias Shaheen, libanesischer Erzbischof in Kanada
- 1914: Ersilio Tonini, italienischer Kardinal und Erzbischof von Ravenna-Cervia

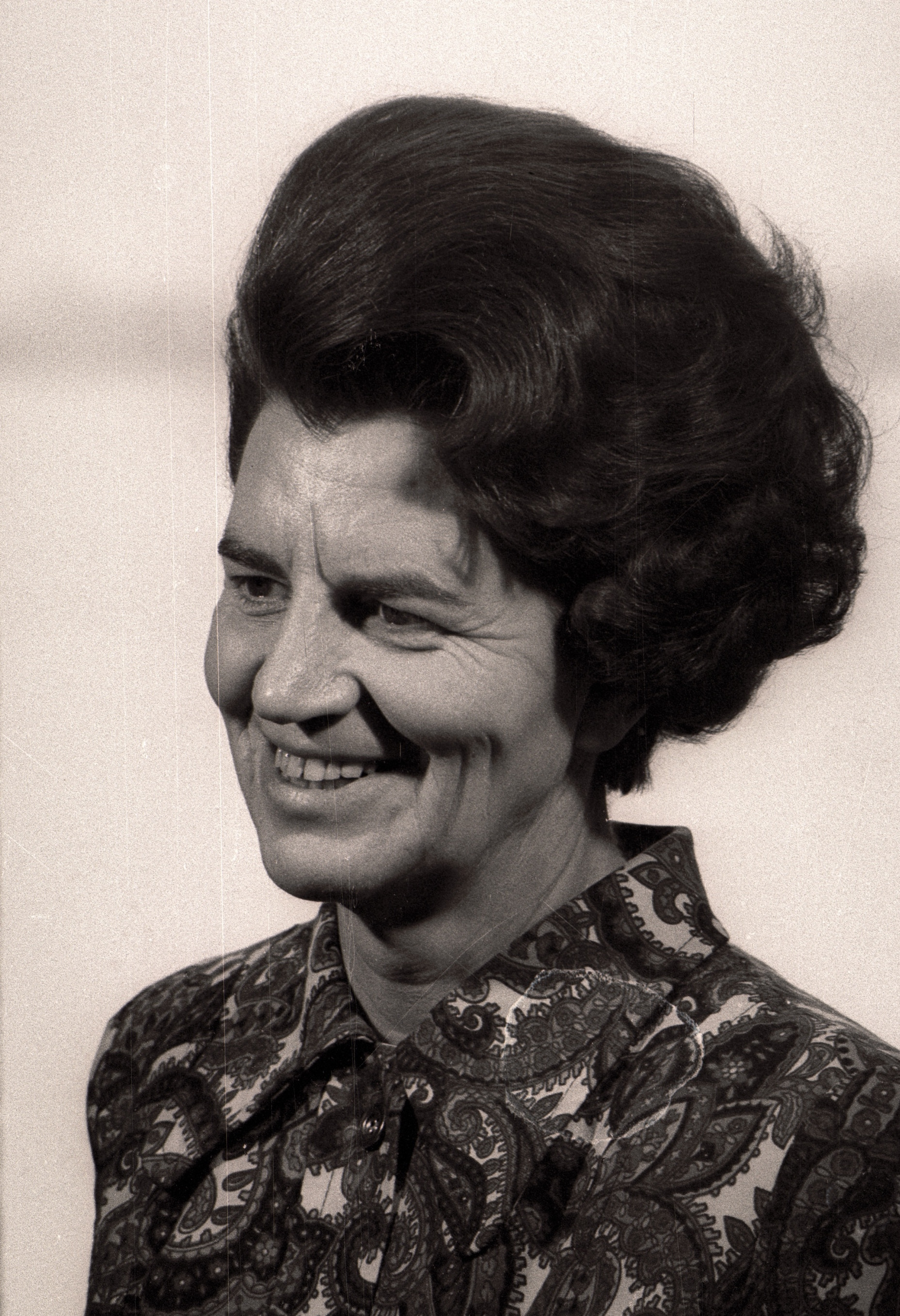
Liselotte Funcke (* 1918)

- 1917: Paul Hubschmid, Schweizer Film- und Theaterschauspieler
- 1918: Liselotte Funcke, deutsche Politikerin
- 1918: Olga Ramos, spanische Chansonsängerin
- 1918: Cindy Walker, US-amerikanische Countrymusikerin, Sängerin und Songschreiberin
- 1919: Edmund Hillary, neuseeländischer Bergsteiger
- 1919: Helmut Meyer-Abich, deutscher Marineoffizier und Geologe
- 1920: Adolfo Rodríguez Vidal, spanischer Geistlicher
- 1921: Désiré Dondeyne, französischer Komponist und Dirigent
- 1921: Mercedes Pardo, venezolanische Malerin
- 1922: Alan Stephenson Boyd, US-amerikanischer Politiker
- 1922: Joachim-Ernst Berendt, deutscher Musikjournalist und -kritiker
- 1923: Mattityahu Peled, israelischer General, Professor für Arabistik und Politiker
- 1923: Giorgio Pellini, italienischer Fechter
- 1924: Tatjana Michailowna Liosnowa, sowjetische Filmregisseurin
- 1925: Lola Albright, US-amerikanische Schauspielerin
- 1925: Jacques Delors, französischer Politiker
- 1925: Frantz Fanon, martiniquischer Schriftsteller, Arzt und Politiker

#### 1926–1950
- 1926: Walter Schumacher, deutscher Fußballspieler
- 1927: Hans Georg Brunner-Schwer, deutscher Musikproduzent und Labelgründer
- 1927: Michael Gielen, deutsch-österreichischer Dirigent und Komponist

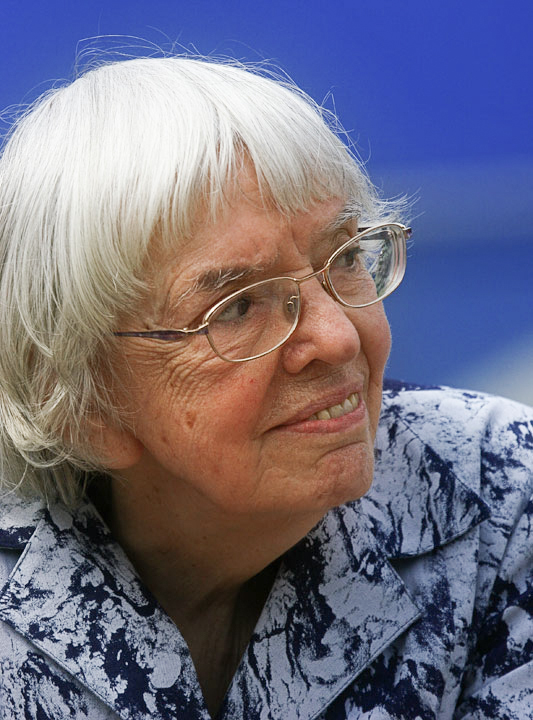
Ljudmila Alexejewa (* 1927)

- 1927: Ljudmila Michailowna Alexejewa, russische Historikerin, Menschenrechts-Aktivistin und ehemalige sowjetische Dissidentin
- 1927: Dick Stanfel, US-amerikanischer American-Football-Spieler
- 1928: Pavel Kohout, tschechisch-österreichischer Schriftsteller
- 1928: Charlotte Sommer-Landgraf, deutsche Bildhauerin und Grafikerin
- 1930: Heinz Kubsch, deutscher Fußballspieler
- 1930: Lotte Ingrisch, österreichische Schriftstellerin
- 1931: Phillip Coles, australischer Kanute, Rettungsschwimmer und Sportfunktionär
- 1931: Tony Marsh, britischer Automobilrennfahrer
- 1931: Horst Prinzbach, deutscher Chemiker
- 1932: Ove Verner Hansen, dänischer Schauspieler, Sänger und Koch
- 1932: Freddy Kottulinsky, deutsch-schwedischer Motorsportler
- 1932: Michael Papps, australischer Sportschütze

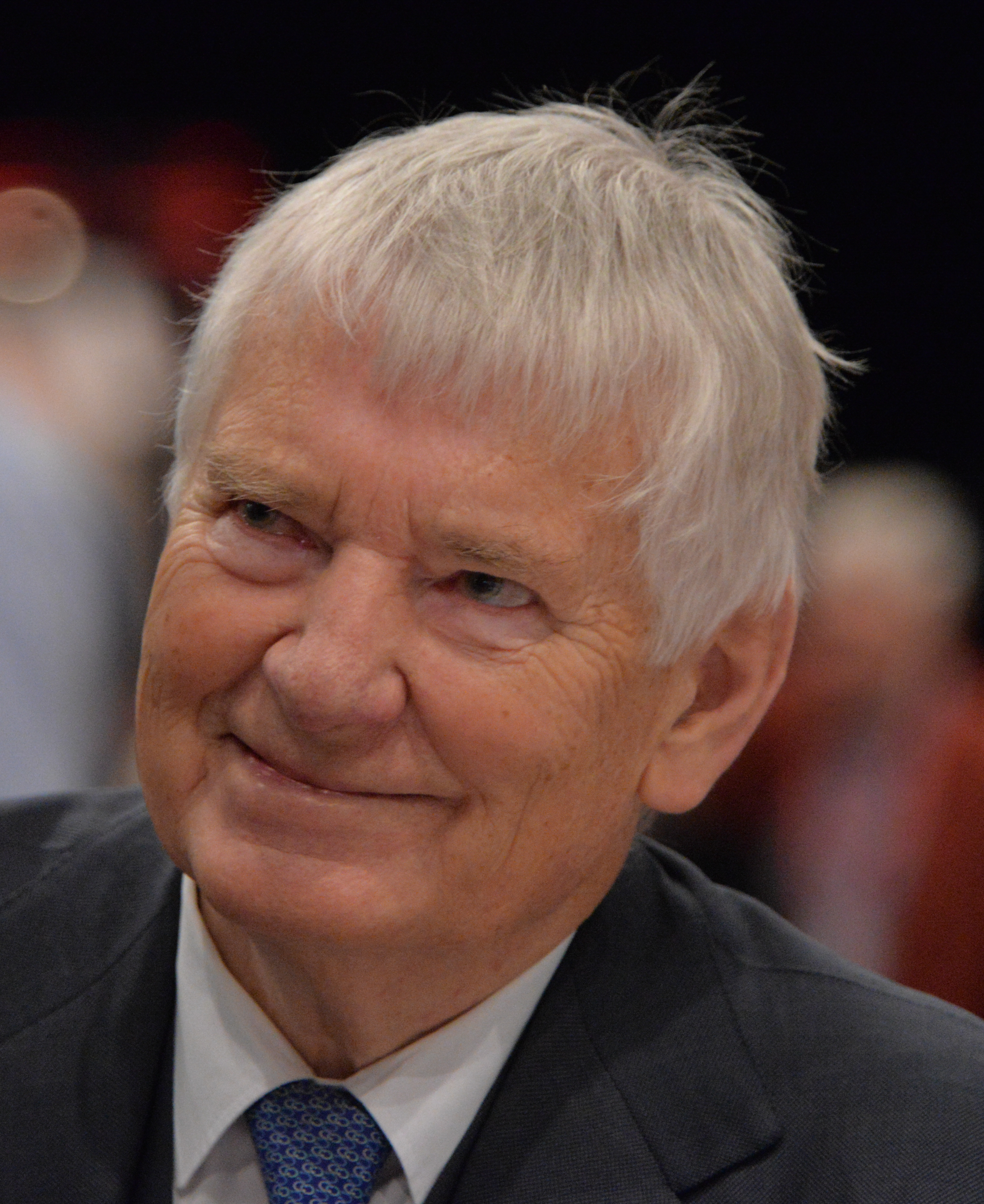
Otto Schily (* 1932)

- 1932: Otto Schily, deutscher Jurist und Bundesinnenminister
- 1933: Buddy Knox, US-amerikanischer Sänger und Songwriter
- 1933: Cormac McCarthy, US-amerikanischer Romanautor
- 1933: Rex Williams, englischer Snookerspieler und Weltmeister im English-Billiards
- 1934: Uwe Johnson, deutscher Schriftsteller, Mitglied der Gruppe 47
- 1934: Helmut Schmale, deutscher Schriftsteller
- 1935: Emil Beck, deutscher Fechttrainer
- 1935: Sleepy LaBeef, US-amerikanischer Rockabilly-Musiker
- 1936: Christian Rode, deutscher Schauspieler und Synchronsprecher
- 1937: Mario Arpino, italienischer General
- 1938: Aslan Abaschidse, georgischer Politiker
- 1938: Diana Rigg, britische Schauspielerin

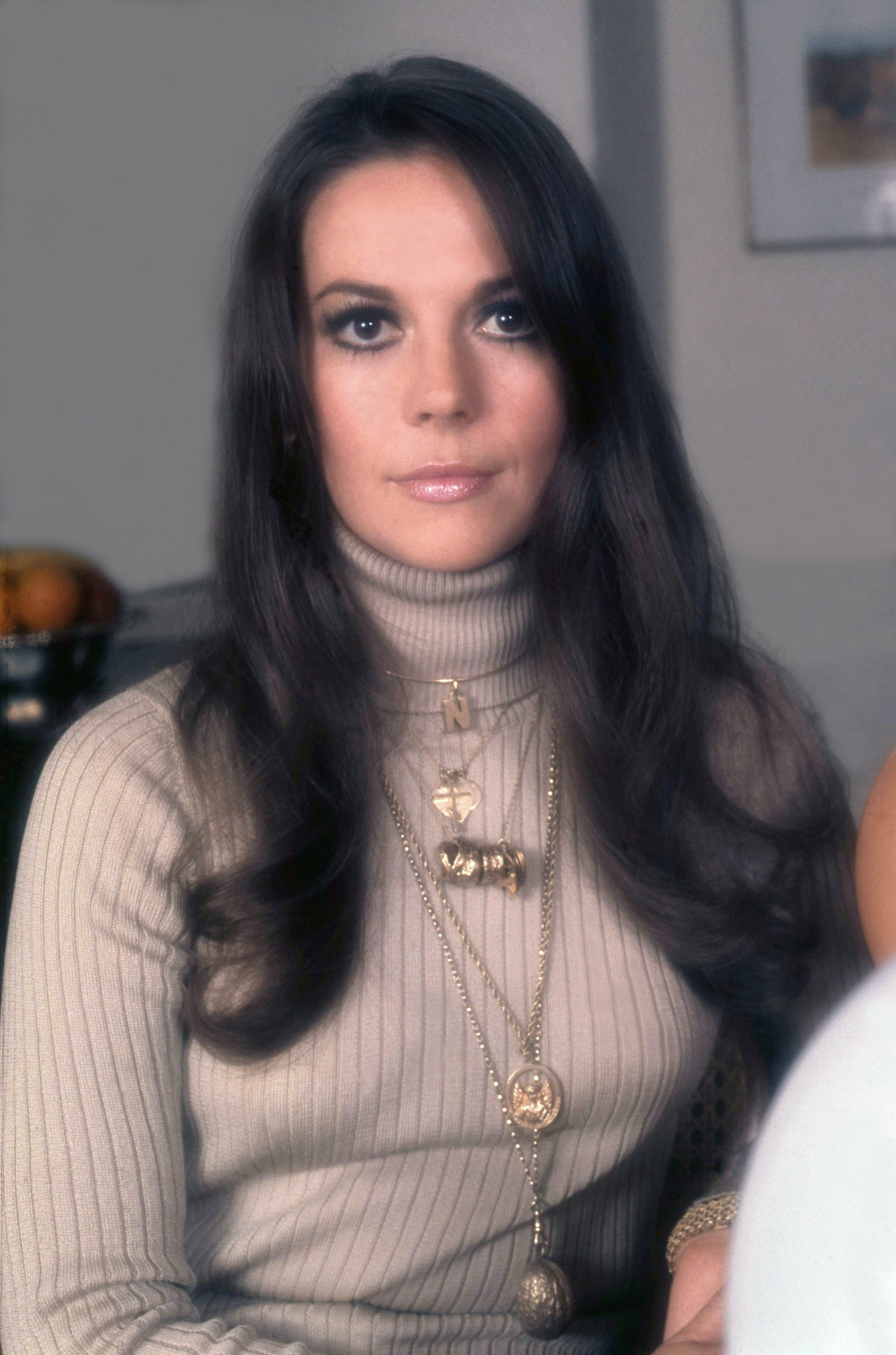
Natalie Wood (* 1938)

- 1938: Natalie Wood, US-amerikanische Schauspielerin
- 1939: Judy Chicago, US-amerikanische Künstlerin und Schriftstellerin
- 1939: Horst Kirsch, deutscher Fußballspieler
- 1940: Karl-Heinz Appelt, deutscher Bildhauer, Plastiker und Grafiker
- 1941: Björn-Uwe Abels, deutscher Archäologe, Hauptkonservator des Bayerischen Landesamtes für Denkmalpflege
- 1941: Kurt Raab, deutscher Schauspieler
- 1943: Chris Amon, neuseeländischer Automobilrennfahrer
- 1944: Jens-Peter Ostendorf, deutscher Komponist
- 1944: Beatrice Tschanz, Schweizer Kommunikationsfachfrau
- 1945: Kim Carnes, US-amerikanische Musikerin und Komponistin
- 1945: Erwin Haas, deutscher Ruderer
- 1946: Roswitha Aulenkamp, deutsche Komponistin, Klavierpädagogin und Pianistin
- 1946: Heorhij Kirpa, ukrainischer Minister
- 1947: Rolf Hartung, deutscher Ruderer
- 1947: Wilhelm Leber, deutscher Geistlicher, Stammapostel der Neuapostolischen Kirche
- 1947: Carlos Santana, mexikanischer Musiker und Gitarrist
- 1947: Gerd Binnig, deutscher Physiker, Nobelpreisträger
- 1948: Bernd Konrad, deutscher Jazzsaxophonist und Komponist
- 1948: Muse Watson, US-amerikanischer Schauspieler
- 1950: Elfriede Kern, österreichische Schriftstellerin

#### 1951–1975
- 1951: Björn Andersson, schwedischer Fußballspieler

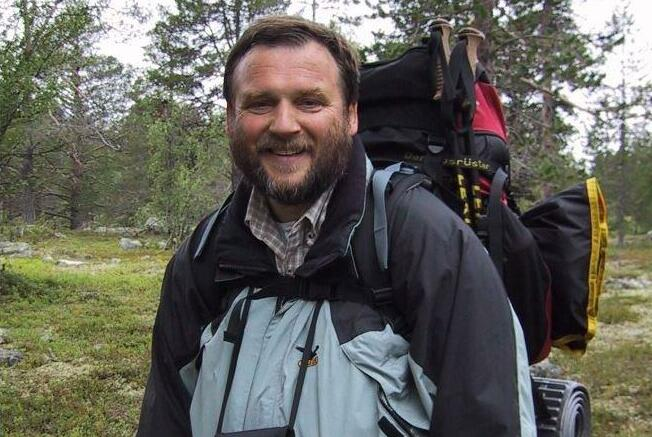
Harald Grill (* 1951)

- 1951: Harald Grill, deutscher Schriftsteller
- 1952: Frederik Kristensen, grönländischer Maler, Bildhauer, Musiker und Dichter
- 1953: Dave Evans, britisch-australischer Rocksänger
- 1953: Thomas L. Friedman, US-amerikanischer Journalist
- 1954: Grant Greenham, australischer Bogenschütze
- 1954: José Antonio Rodríguez, dominikanischer Sänger, Komponist und Politiker
- 1954: Vicente Rodríguez, spanischer Boxer
- 1954: Keith Scott, kanadischer Musiker
- 1955: Gerhard Zeiler, österreichischer Manager
- 1956: Paul Cook, britischer Musiker
- 1956: Julio Falcioni, argentinischer Fußballspieler und -trainer
- 1956: Holger Friedrich, deutscher Politiker
- 1956: Ivo Medek, tschechischer Komponist und Musikpädagoge
- 1958: Pedro Amorim, brasilianischer Choromusiker
- 1958: Michael MacNeil, britischer Keyboarder
- 1959: Giovanna Amati, italienische Automobilrennfahrerin
- 1959: Christian Ankowitsch, österreichischer Journalist und Schriftsteller
- 1960: Kris Nissen, dänischer Automobilrennfahrer
- 1961: Michael Beckmann, deutscher Filmkomponist und Musiker

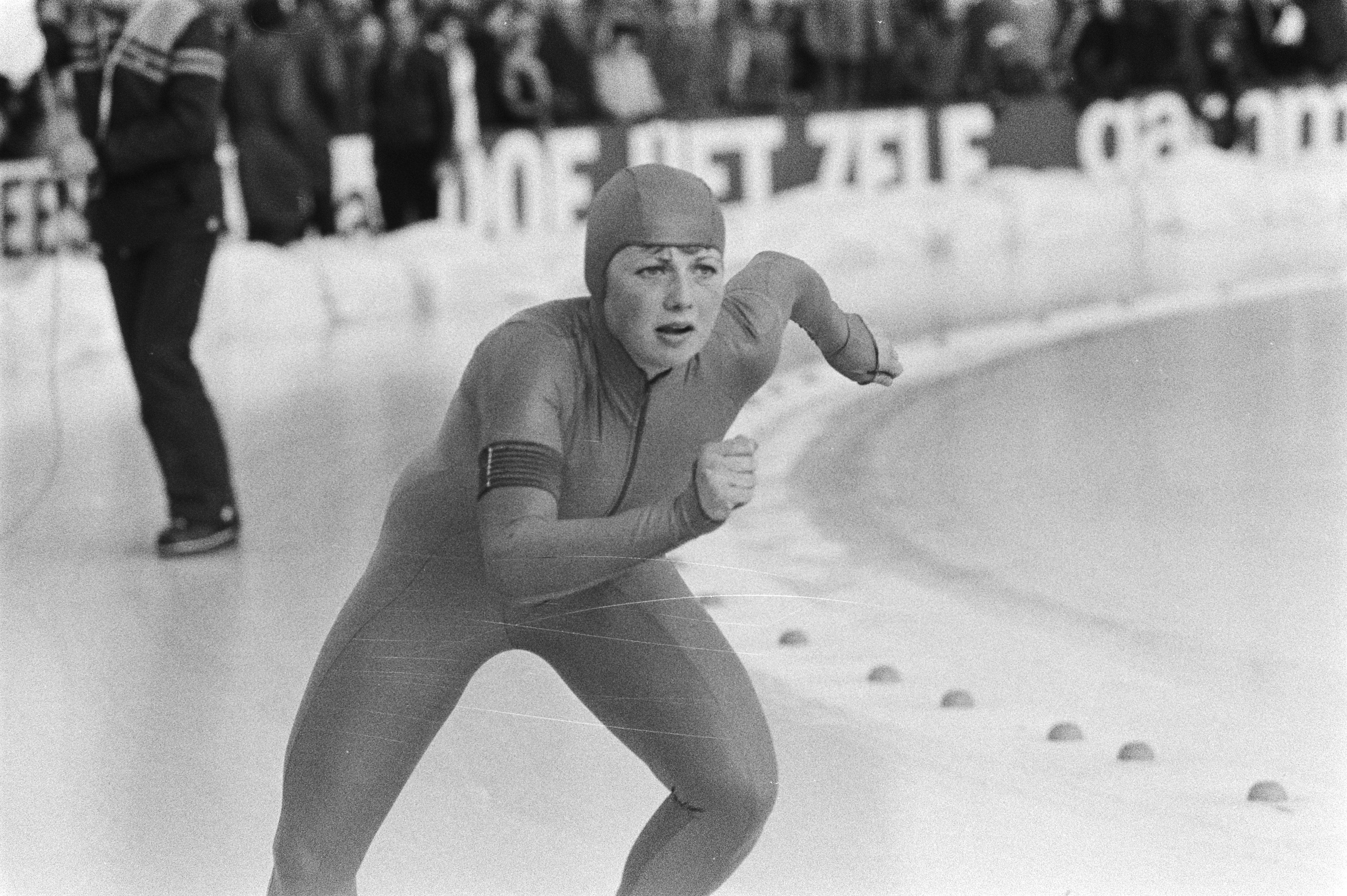
Ria Visser (* 1961)

- 1961: Ria Visser, niederländische Eisschnellläuferin
- 1961: Jürgen Wolf, deutscher Organist und Dirigent
- 1962: Primož Ulaga, slowenischer Skispringer
- 1963: Paula Ivan, rumänische Leichtathletin, Olympiasiegerin

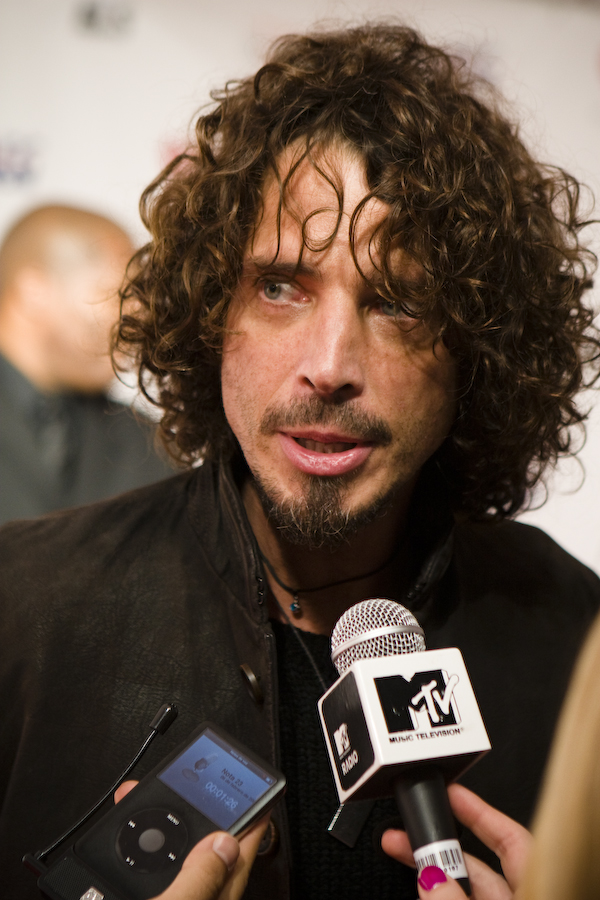
Chris Cornell (* 1964)

- 1964: Chris Cornell, US-amerikanischer Sänger
- 1964: Thomas Geist, deutscher Fußballtrainer
- 1964: Linda Le Bon, belgisch-österreichische Behindertensportlerin
- 1964: Bernd Schneider, deutscher Automobilrennfahrer
- 1964: Bernd Schuhmann, deutscher Gärtnermeister und Politiker
- 1964: Astrid Vollenbruch, deutsche Autorin
- 1964: Dean Winters, US-amerikanischer Schauspieler
- 1964: Gunther Wolf, deutscher Unternehmer und Unternehmensberater
- 1964: Dražen Žerić, bosnischer Sänger
- 1965: Joe Arlauckas, US-amerikanischer Basketballspieler
- 1966: Thomas Borchert, deutscher Musiker und Schauspieler
- 1966: Cosima von Borsody, deutsche Schauspielerin
- 1966: Andreas Krieger, deutscher Leichtathlet
- 1967: Cezar Costa, brasilianischer Kardinal, Erzbischof von Brasilia
- 1967: Sonja Hasler, Schweizer Moderatorin und Redaktorin
- 1967: Giorgi Kwirikaschwili, georgischer Politiker
- 1968: Kool G Rap, US-amerikanischer Rapper
- 1968: Rocco Clein, deutscher Musikjournalist
- 1969: Daniel Aegerter, Schweizer Financier und Unternehmer
- 1969: Josh Holloway, US-amerikanischer Schauspieler
- 1970: Carmine Gautieri, italienischer Fußballspieler und -trainer
- 1970: Michael A. Grimm, deutscher Schauspieler
- 1971: Christian Ast, deutscher Basketballspieler
- 1973: Haakon, norwegischer Kronprinz
- 1973: Peter Forsberg, schwedischer Eishockeyspieler
- 1975: Ray Allen, US-amerikanischer Basketballspieler
- 1975: Judy Greer, US-amerikanische Schauspielerin
- 1975: Rodolfo Arruabarrena, argentinischer Fußballspieler

#### 1976–2000
- 1976: Alex Yoong, malayischer Automobilrennfahrer
- 1976: Florian Panzner, deutscher Schauspieler
- 1977: Alpaslan Agüzüm, deutscher Boxer
- 1978: Pawel Walerjewitsch Dazjuk, russischer Eishockeyspieler
- 1978: Ludwig Hartmann, deutscher Kommunalpolitiker
- 1978: Michelle O’Neill, irische Fußballschiedsrichterassistentin
- 1979: Elvis Contreras, dominikanischer Volleyballspieler
- 1979: Miklós Fehér, ungarischer Fußballspieler
- 1979: Jane Plank, US-amerikanische Schauspielerin und Sängerin
- 1980: Morten Ågheim, norwegischer Skispringer
- 1980: Éric Akoto, togoischer Fußballspieler

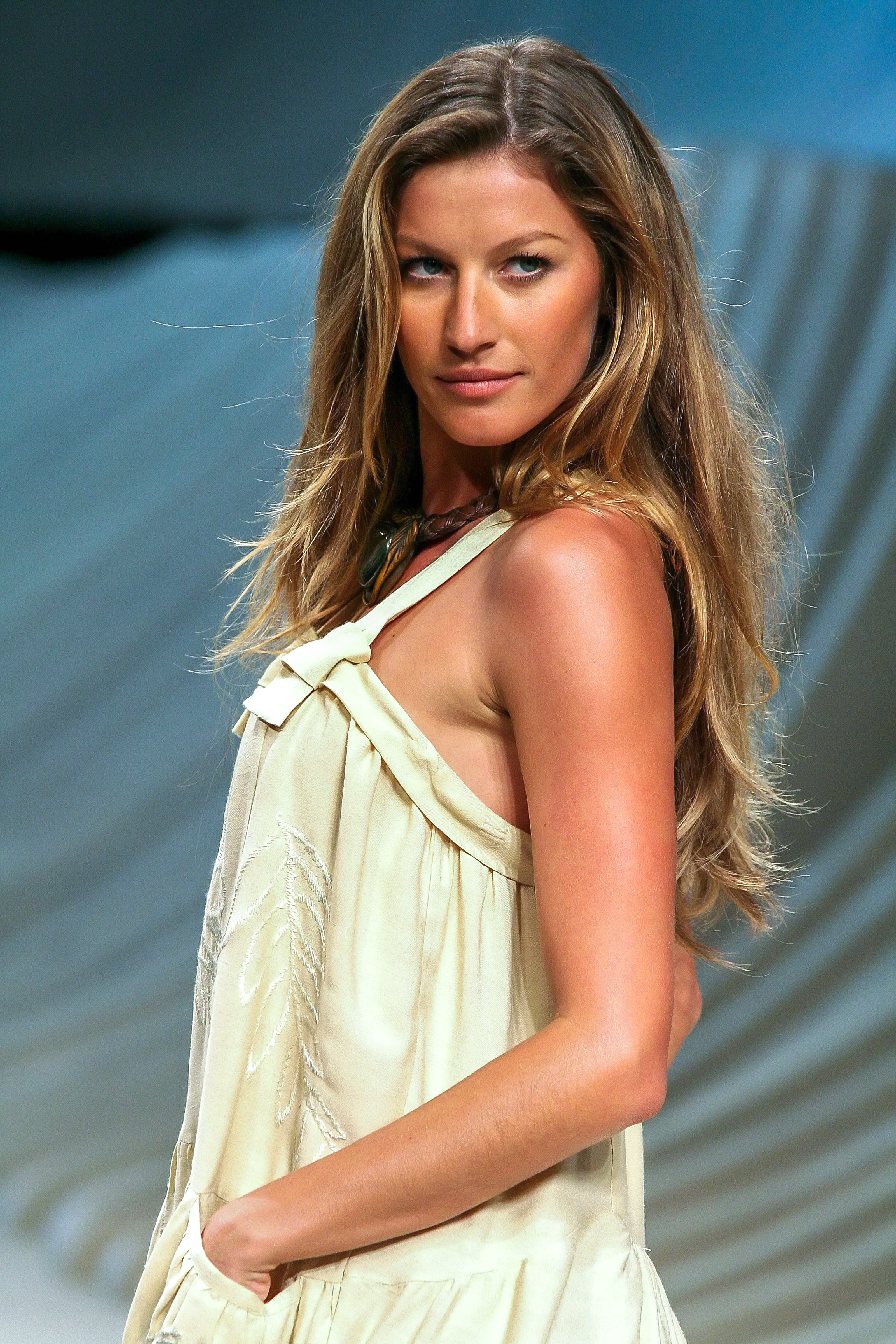
Gisele Bündchen (* 1980)

- 1980: Gisele Bündchen, brasilianisches Model
- 1982: Lars Erik Bjørnsen, norwegischer Handballspieler
- 1982: Andreas Kunz, deutscher Handballspieler
- 1982: Carola Holzner, deutsche Humanmedizinerin
- 1983: Máximo González, argentinischer Tennisspieler
- 1984: Shūsaku Hosoyama, japanischer Skispringer
- 1984: Simret Sultan, eritreische Leichtathletin
- 1986: Lars Bastian, deutscher Handballspieler
- 1986: Theresa Eslund, dänische Fußballspielerin
- 1987: Riky Rick, südafrikanischer Rapper, Sänger und Songwriter
- 1988: Magdalena Höfner, deutsche Schauspielerin und Synchronsprecherin
- 1988: Julianne Hough, US-amerikanische Schauspielerin, Sängerin und Tänzerin
- 1988: Anton Rúnarsson, isländischer Handballspieler
- 1989: Cristian Pasquato, italienischer Fußballspieler
- 1989: Sarah Joelle Jahnel, deutsche Sängerin, Schauspielerin und Erotikmodel
- 1989: Amelie Plaas-Link, deutsche Schauspielerin
- 1989: Christopher Wimmer, deutscher Sozialwissenschaftler
- 1990: Kristina Brenner, deutsche Fußballspielerin

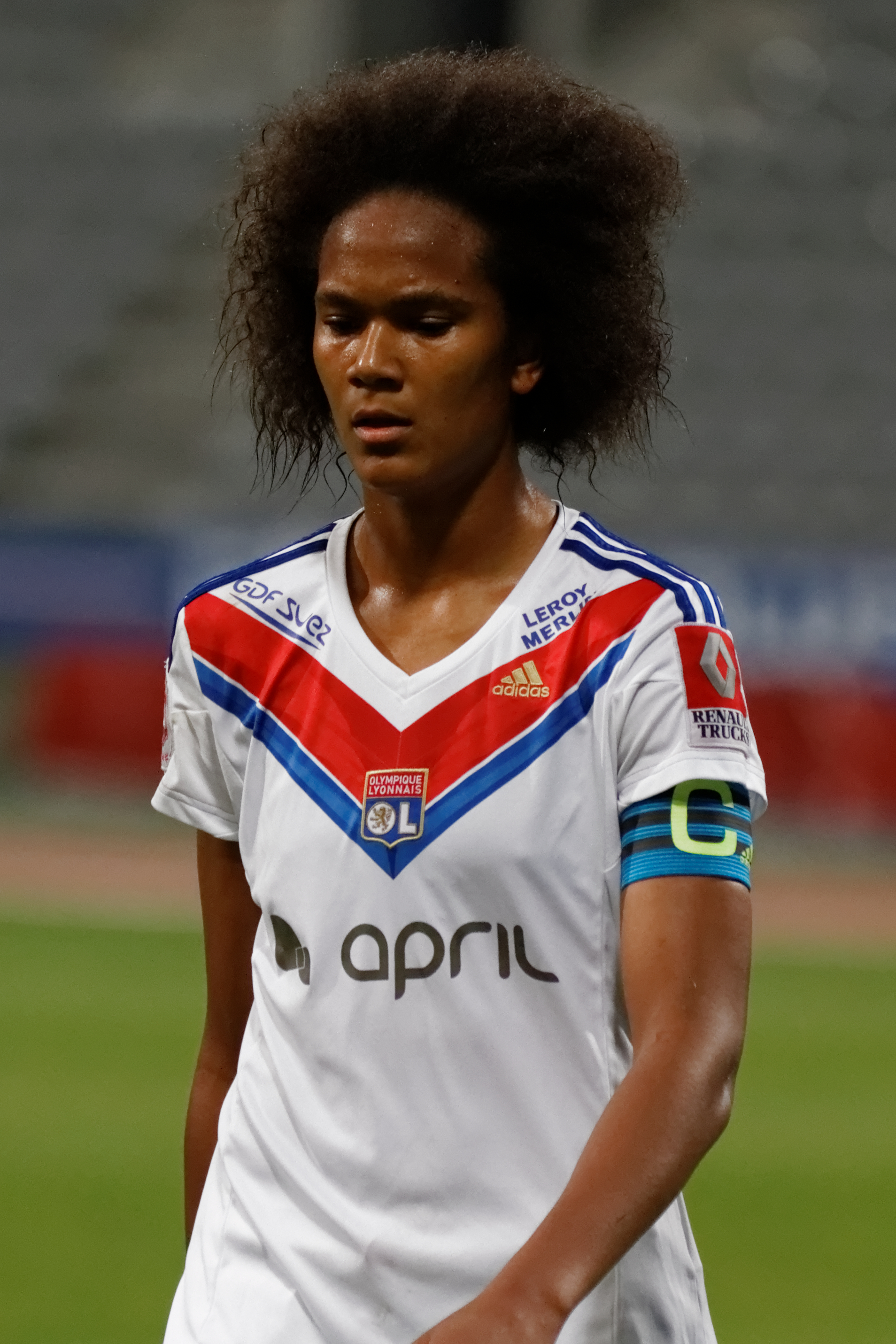
Wendie Renard (* 1990)

- 1990: Wendie Renard, französische Fußballspielerin
- 1990: Lars Unnerstall, deutscher Fußballspieler
- 1991: Alec Burks, US-amerikanischer Basketballspieler
- 1991: Jonas Erwig-Drüppel, deutscher Fußballspieler
- 1992: Nicki Prian, mexikanisch-US-amerikanische Schauspielerin
- 1993: Steven Adams, US-amerikanischer Basketballspieler
- 1993: Lucas Digne, französischer Fußballspieler
- 1994: Brogan Crowley, britische Skeletonfahrerin
- 1994: Koray Kaçınoğlu, deutscher Fußballspieler
- 1994: Andrea Vendrame, italienischer Radrennfahrer
- 1996: Waldemar Anton, deutscher Fußballspieler
- 1996: Dominik Baumgartner, österreichischer Fußballspieler
- 1996: Robby Foley, US-amerikanischer Automobilrennfahrer
- 1996: Ben Simmons, australischer Basketballspieler
- 1998: Erik Buschmann, deutscher Eishockeyspieler
- 1999: Simon Kaiser, deutscher Biathlet
- 1999: Pop Smoke, US-amerikanischer Rapper.
- 2000: Jessic Ngankam, deutsch-kamerunischer Fußballspieler

### 21. Jahrhundert
- 2001: Lydia Stemmler, deutsche Volleyballspielerin
- 2004: Vilho Palosaari, finnischer Skispringer
- 2004: Miller Thomson, schottischer Fußballspieler
- 2005: Jakob Kulbin, estnischer Biathlet

## Gestorben

### Vor dem 17. Jahrhundert
- 0935: Unwan, Bischof von Paderborn
- 0940: Ibn Muqla, arabischer Kalligraph
- 1031: Robert II., König von Frankreich
- 1039: Konrad II., Herzog von Kärnten
- 1109: Adelheid, Kaiserin des Heiligen Römischen Reiches

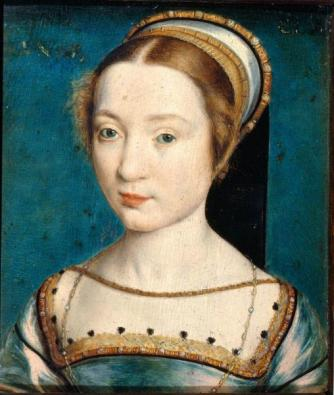
Claude von Frankreich († 1524)

- 1154: Bernhard I., Bischof von Hildesheim
- 1156: Toba, 74. Tennō von Japan
- 1160: Petrus Lombardus, Scholastiker und Bischof
- 1179: Wilhelm, Graf von Aumale
- 1201: Agnes von Meran, Königin von Frankreich

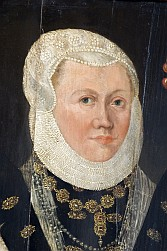
Elisabeth von Regenstein-Blankenburg († 1584)

- 1213: Baldwin Wake, anglonormannischer Adeliger
- 1293: Heinrich II. von Burgau, Markgraf von Burgau
- 1296: Jalal ud din Firoz Khalji, Sultan von Delhi
- 1320: Oschin von Armenien, König des Armenischen Königreichs von Kilikien
- 1332: Thomas Randolph, 1. Earl of Moray, wichtige Person der Schottischen Unabhängigkeitskriege
- 1358: Albrecht II., Herzog von Österreich
- 1387: Johanna, Herzogin von Durazzo
- 1398: Roger Mortimer, 4. Earl of March, englischer Adeliger
- 1399: William Dacre, 5. Baron Dacre, englischer Adeliger und Politiker
- 1433: Jón Gerreksson, Bischof von Skálholt im Süden Islands
- 1450: Prigent VII. de Coëtivy, bretonischer Adliger und Militär
- 1454: Johann II. von Kastilien, König von Kastilien und León
- 1502: Giovanni Battista Ferrari, Bischof von Modena
- 1514: György Dózsa, Führer des Ungarischen Bauernaufstandes
- 1515: Íñigo López de Mendoza y Quiñones, spanischer Politiker
- 1524: Claude de France, Prinzessin von Frankreich, Frau von König Franz I.
- 1584: Elisabeth von Regenstein-Blankenburg, 29. Äbtissin des Reichsstiftes von Quedlinburg
- 1597: Franciscus Raphelengius der Ältere, flämischstämmiger Buchdrucker und Gelehrter

### 17. bis 18. Jahrhundert

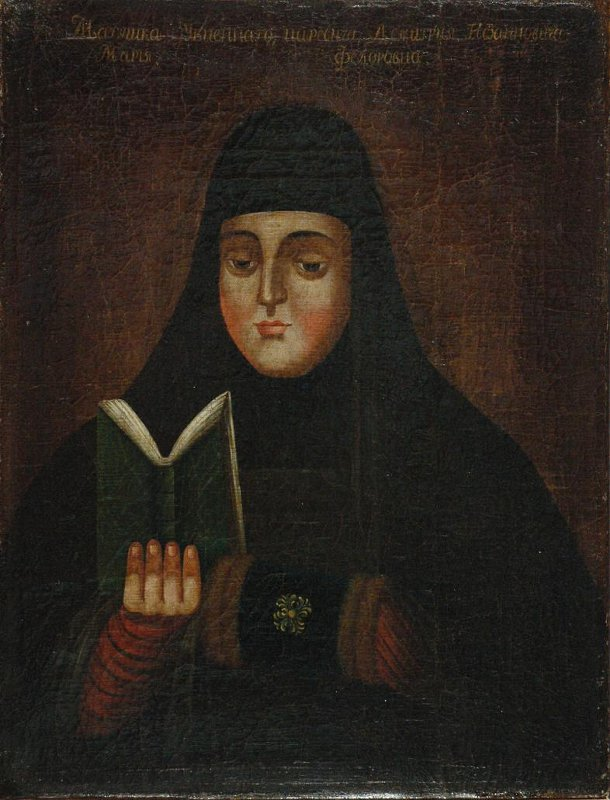
Marija Fjodorowna Nagaja († 1612)

- 1612: Marija Fjodorowna Nagaja, Zarin von Russland
- 1613: Heinrich Julius, Herzog zu Braunschweig-Lüneburg und Fürst von Braunschweig-Wolfenbüttel.

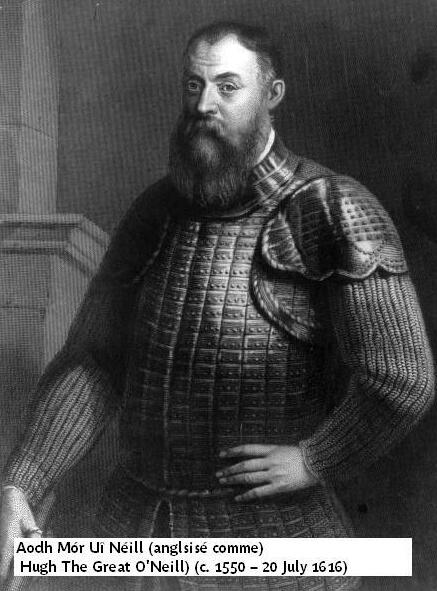
Aodh Mór Ó Néill († 1616)

- 1616: Aodh Mór Ó Néill, 2. Earl of Tyrone, irisches Clanoberhaupt
- 1619: Virgil Pingitzer, deutsch-österreichischer Rechtswissenschaftler
- 1620: Jan Peider Danz, Schweizer Pfarrer
- 1627: Guðbrandur Þorláksson, isländischer Bischof, Mathematiker und Kartograph
- 1650: Iwasa Matabē, japanischer Maler
- 1666: Sakaida Kakiemon, japanischer Porzellanmaler
- 1681: Ludwig Günther II., Graf von Schwarzburg-Sondershausen zu Ebeleben
- 1692: Heinrich Bach, deutscher Organist
- 1707: Korbinian von Prielmayr, kurbayerischer Staatsmann
- 1716: Sigismund Christoph von Herberstein, Bischof von Laibach
- 1716: Diederik van Veldhuyzen, Utrechter Aristokrat und Politiker
- 1725: Edward Jeffreys, britischer Politiker
- 1726: Johann Dientzenhofer, Bamberger Baumeister der Barockzeit
- 1732: Francesco Bartolomeo Conti, italienischer Theorbenspieler und Komponist
- 1733: Johann Christian Joseph, Pfalzgraf und Herzog von Pfalz-Sulzbach sowie Markgraf von Bergen op Zoom, Erbprinz der Kurpfalz
- 1735: Ejima Kiseki, japanischer Schriftsteller
- 1738: Gustav Georg Zeltner, deutscher evangelischer Theologe

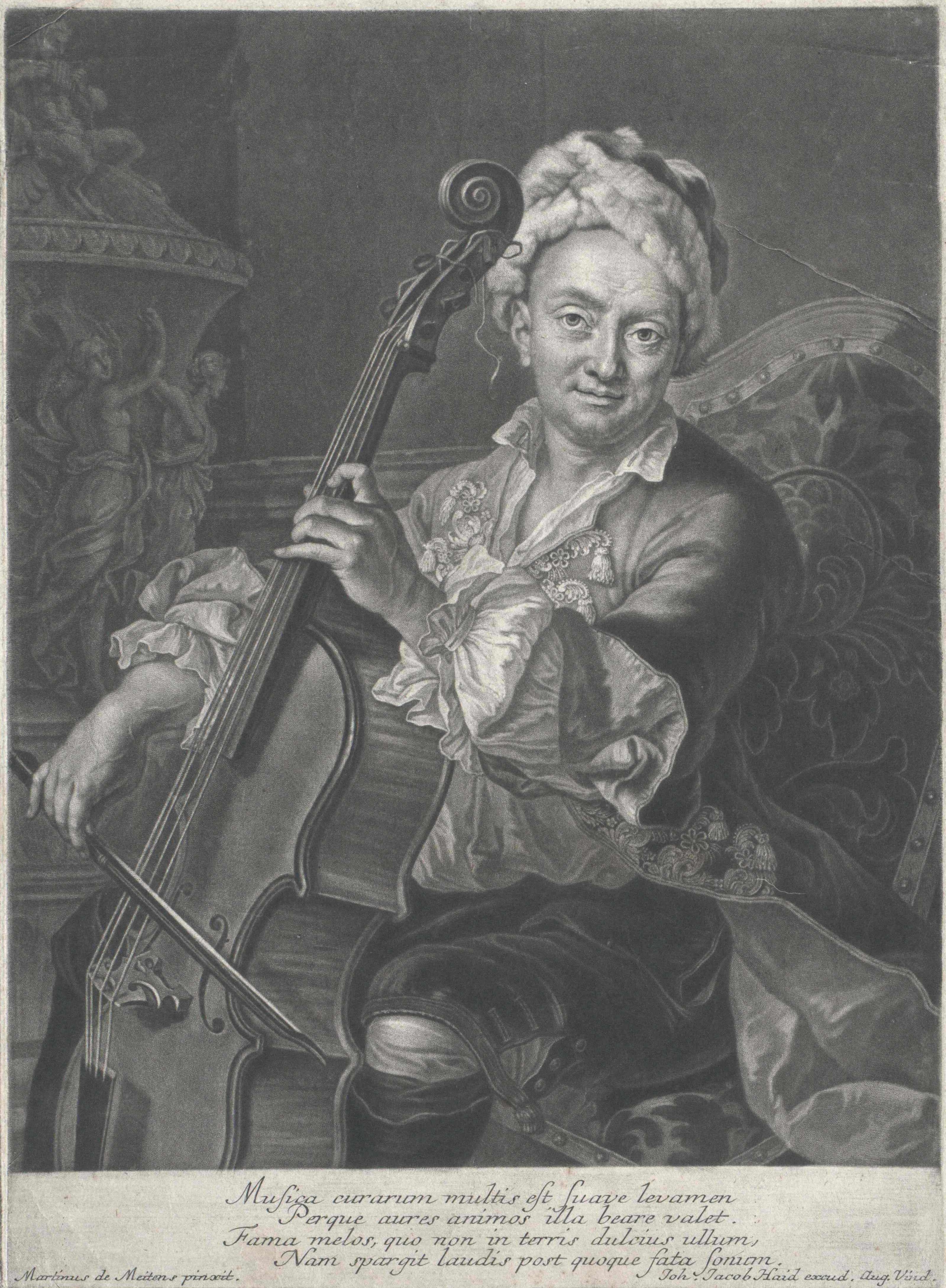
Francesco Alborea († 1739)

- 1739: Francesco Alborea, italienischer Cellist und Komponist
- 1762: Christoph Nichelmann, deutscher Komponist
- 1762: Paul Troger, österreichischer Maler
- 1768: Francesco Arcangeli, italienischer Mörder
- 1770: Francis Cotes, englischer Maler
- 1775: Anna Maria Strada del Pò, italienische Opernsängerin und Händel-Interpretin
- 1783: Philipp Heinrich Hasenmeyer, deutscher Orgelbauer
- 1785: Johann Bücher, deutscher evangelischer Theologe
- 1792: Muhammad ibn ʿAbd al-Wahhāb, islamischer Gelehrter, Begründer des Wahhabismus
- 1793: Joseph Bruny d’Entrecasteaux, französischer Seefahrer und Entdecker
- 1796: John Houstoun, US-amerikanischer Politiker
- 1799: Karl Friedrich Walch, deutscher Rechtswissenschaftler

### 19. Jahrhundert

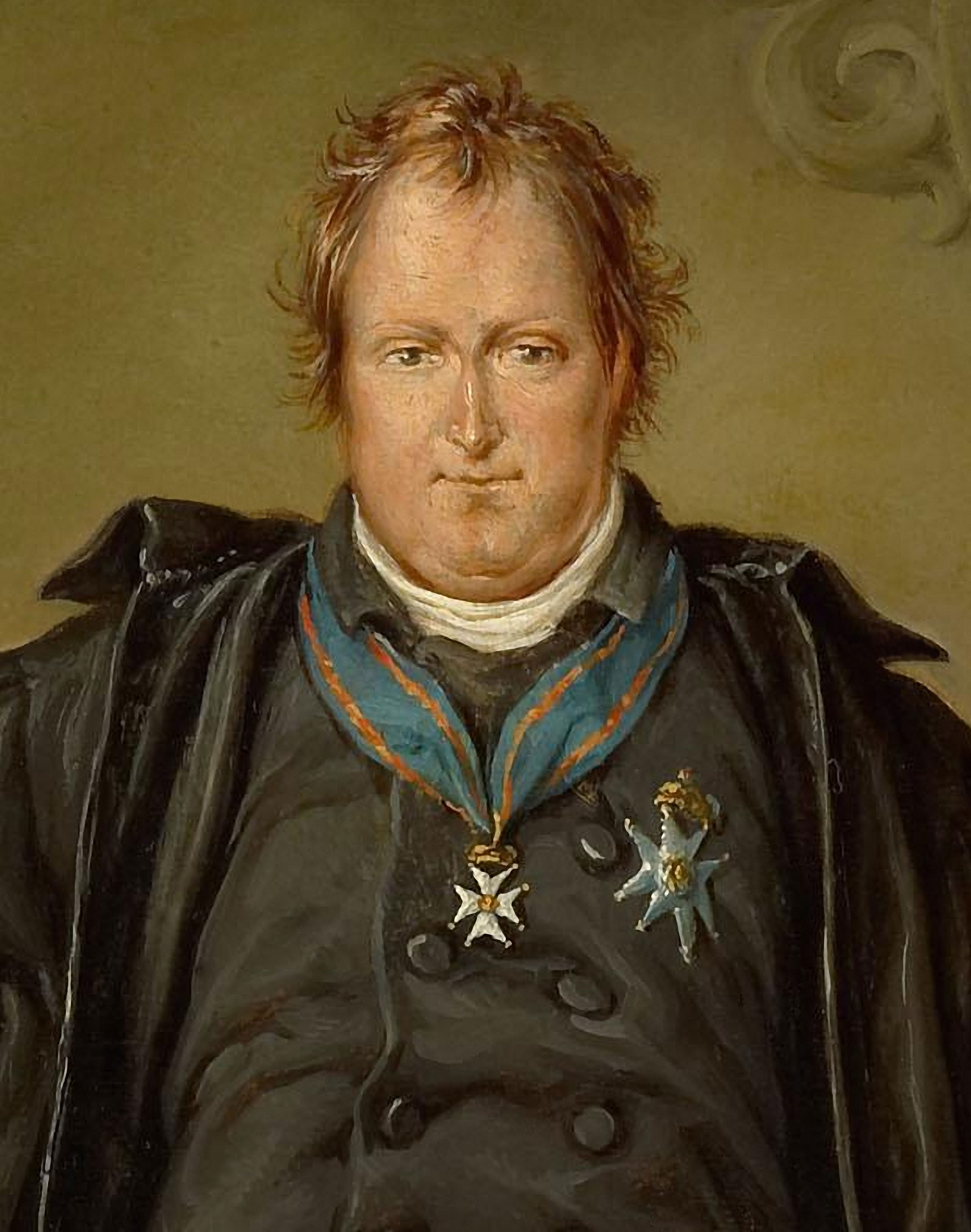
Joan Melchior Kemper († 1824)

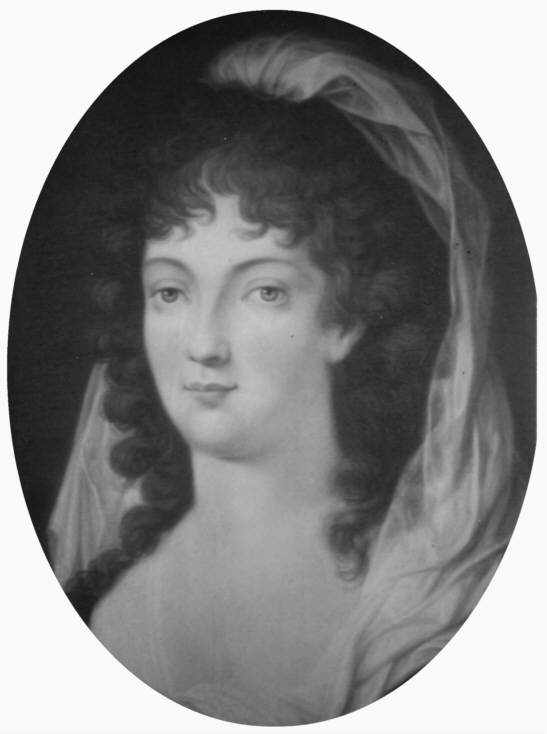
Caroline de la Motte Fouqué († 1831)

Albrecht von Graefe († 1870)

- 1814: Benjamin Williams, US-amerikanischer Politiker
- 1816: Gawriil Romanowitsch Derschawin, russischer Poet
- 1821: Maurice-Jean-Magdalène de Broglie, französischer Bischof von Gent
- 1824: Joan Melchior Kemper, niederländischer Politiker und Rechtswissenschaftler
- 1826: Karl August Ulrich, preußischer Domänenpächter
- 1831: Caroline de la Motte Fouqué, deutsche Schriftstellerin
- 1832: Karl Julius Weber, deutscher Schriftsteller und Satiriker
- 1848ː Amalie von Béguelin, deutsche Salonnière, Freundin und Beraterin von August Neidhardt von Gneisenau und Karl August von Hardenberg
- 1851: Albert von Schultze, deutscher Forstbeamter
- 1851: Horace-François Sébastiani, französischer General und Diplomat, Marschall von Frankreich
- 1854: Friedrich von Aschoff, preußischer Generalleutnant
- 1861: Ferdinand Wachter, deutscher Historiker und Hochschullehrer
- 1862: Moritz Karl August Axt, deutscher Pädagoge und Altphilologe
- 1866: Bernhard Riemann, deutscher Mathematiker
- 1868: Johann Friedrich Kittl, tschechischer Komponist
- 1870: Albrecht von Graefe, königlich preußischer Geheimer Medizinalrat, Begründer der Augenheilkunde in Deutschland
- 1872: Archibald Hunter Arrington, US-amerikanischer Politiker
- 1876: Hans Riddervold norwegischer Parlamentspräsident und Bischof von Trondheim
- 1877: Federico Errázuriz Zañartu, chilenischer Politiker
- 1879: Detlof Karsten, deutscher Jurist und Bürgermeister von Rostock
- 1881: Theodor Bergk, deutscher Altphilologe
- 1888: Paul Langerhans, deutscher Pathologe
- 1889: Anton Ausserer, österreichischer Naturforscher und Arachnologe
- 1891ː Fanny Elizabeth Vining Davenport, englische Bühnenschauspielerin
- 1891: Frederick Weld, britischer Schafzüchter, Premierminister Neuseelands und Gouverneur von Western Australia, Tasmanien und Straits Settlements
- 1892: Friedrich Christian Avé-Lallemant, deutscher Kriminalist und Schriftsteller
- 1896: Friedrich Simony, österreichischer Geograph und Alpenforscher
- 1898: Juri Karlowitsch Arnold, russischer Komponist
- 1899ː Charlotte de Rothschild, französische Malerin

### 20. Jahrhundert

#### 1901–1950

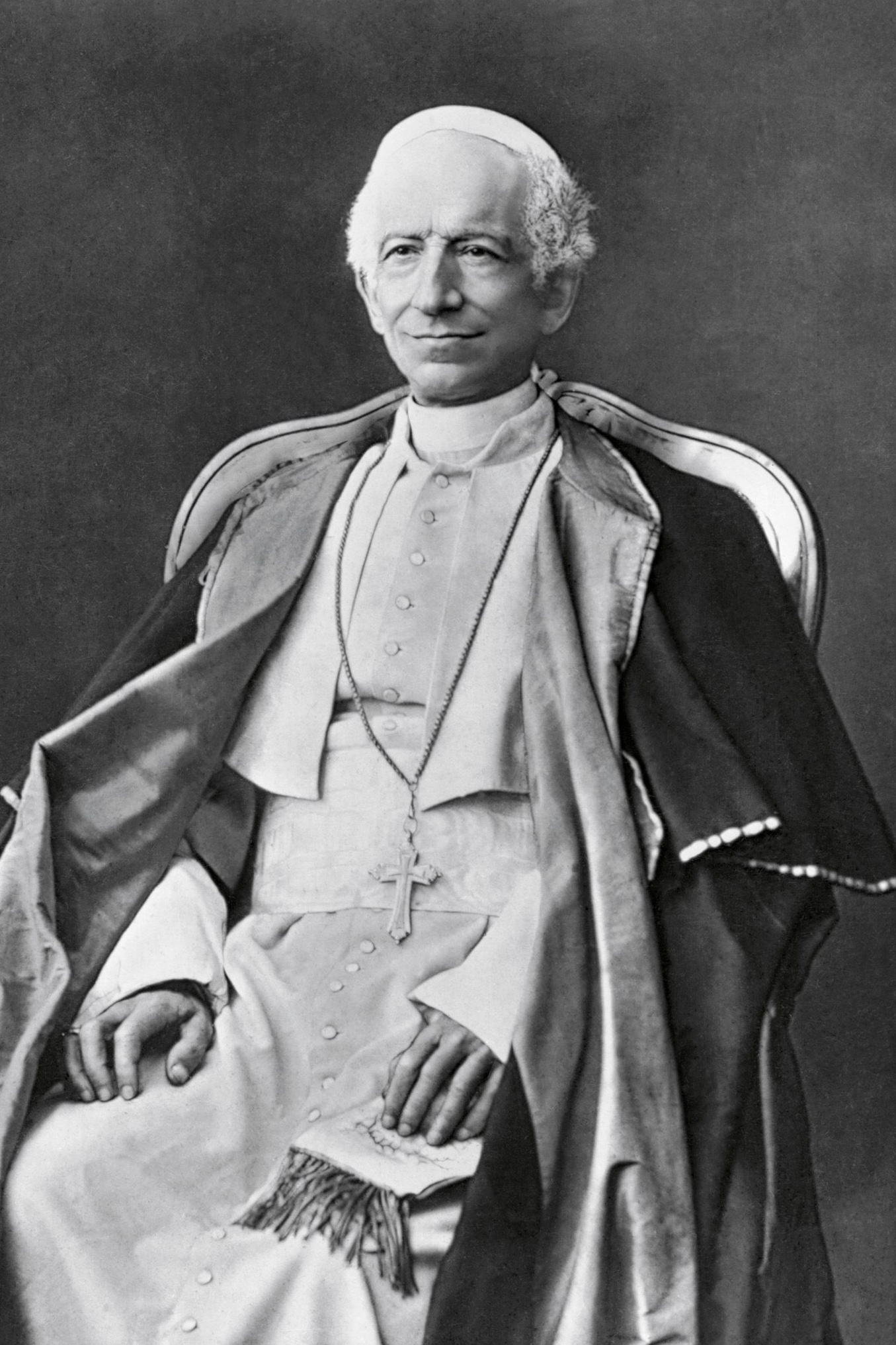
Leo XIII. († 1903)

Johanna Mestorf († 1809)

- 1903: Leo XIII., Papst und Autor der Sozial-Enzyklika Rerum Novarum
- 1903: Samuel Mayes Arnell, US-amerikanischer Politiker
- 1904: Friedrich von Schele, deutscher Offizier und Gouverneur von Deutsch-Ostafrika
- 1904: Berta Lungstras, Gründerin des ersten evangelischen Frauenhauses in Bonn (1873)
- 1908: Dimitrios Vikelas, erster Präsident des Internationalen Olympischen Komitees (IOC)
- 1909: Johanna Mestorf, erste Museumsdirektorin Deutschlands
- 1911: Hermann Schubert, deutscher Mathematiker
- 1912: Andrew Lang, britischer Schriftsteller aus Schottland
- 1916: Reinhard Sorge, deutscher Schriftsteller
- 1917: Iwan von Müller, deutscher Altphilologe
- 1917: Ignaz Sowinski, österreichischer Architekt
- 1918: Hermann Mutschmann, deutscher Altphilologe
- 1919: Maria Isabella d’Orléans-Montpensier, französisch-spanische Prinzessin

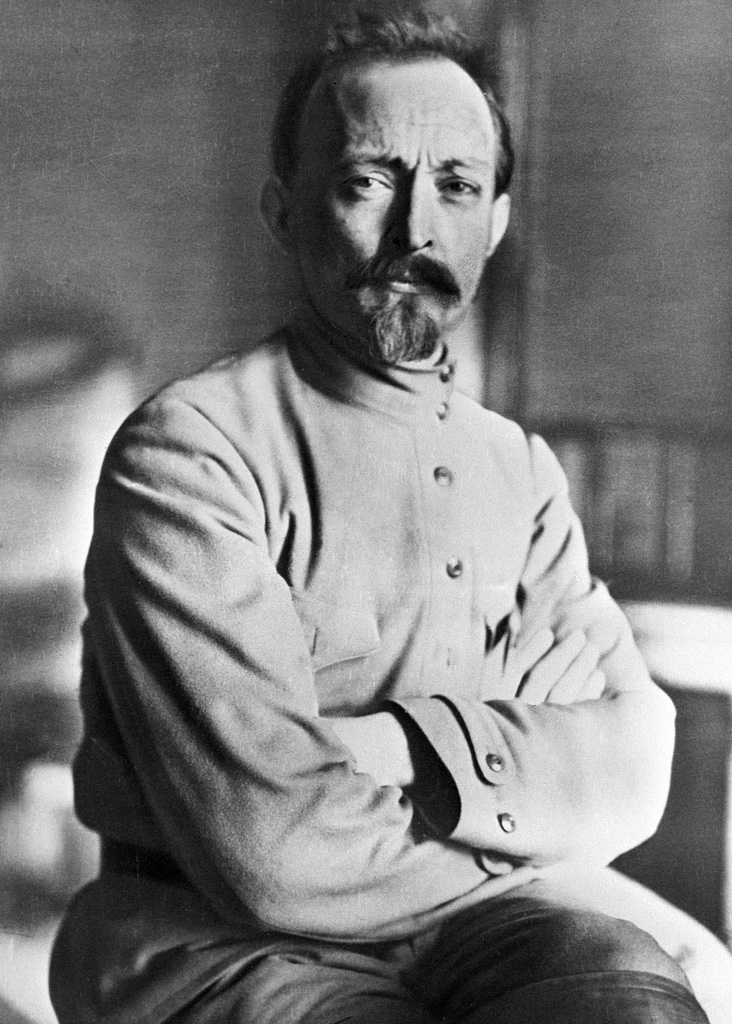
Feliks Dzierżyński († 1926)

- 1921: Franz Hitze, deutscher Theologe und Politiker, MdL, MdR
- 1922: Ludwig Lindenschmit der Jüngere, deutscher Prähistoriker, Museumsmann und Maler
- 1922: Andrei Andrejewitsch Markow, russischer Mathematiker
- 1923: Pancho Villa, mexikanischer Freiheitskämpfer
- 1926: Feliks Dzierżyński, russischer Berufsrevolutionär
- 1927: Ferdinand I., rumänischer König
- 1928: Christopher Aurivillius, schwedischer Entomologe
- 1929: Anton Führer, deutscher Lehrer, Schulleiter und Autor
- 1933: Olga Wohlbrück, österreichisch-deutsche Schauspielerin, Schriftstellerin und eine der ersten Filmregisseurinnen in Deutschland
- 1936: Francisco Ascaso, spanischer Anarchist
- 1936: José Sanjurjo, spanischer General
- 1936: Arthur Whiting, US-amerikanischer Komponist, Organist und Pianist
- 1937: Olga Hahn-Neurath, österreichische Mathematikerin und Philosophin
- 1937: Guglielmo Marconi, italienischer Radiopionier und Unternehmer
- 1938: Alois Scheiwiler, Bischof von St. Gallen
- 1939: Walter Ackermann, Schweizer Pilot und Schriftsteller
- 1939: Augustin Henninghaus, deutscher Missionar und Bischof
- 1942: Moses Annenberg, US-amerikanischer Publizist
- 1942: Germaine Dulac, französische Filmregisseurin
- 1942: Julio Salvador Sagreras, argentinischer Gitarrist und Komponist
- 1944: Mildred Harris, US-amerikanische Schauspielerin
- 1945: Paul Valéry, französischer Lyriker korsisch-italienischer Abstammung
- 1950: Albert Riemenschneider, US-amerikanischer Bachforscher und Musikpädagoge

#### 1951–2000

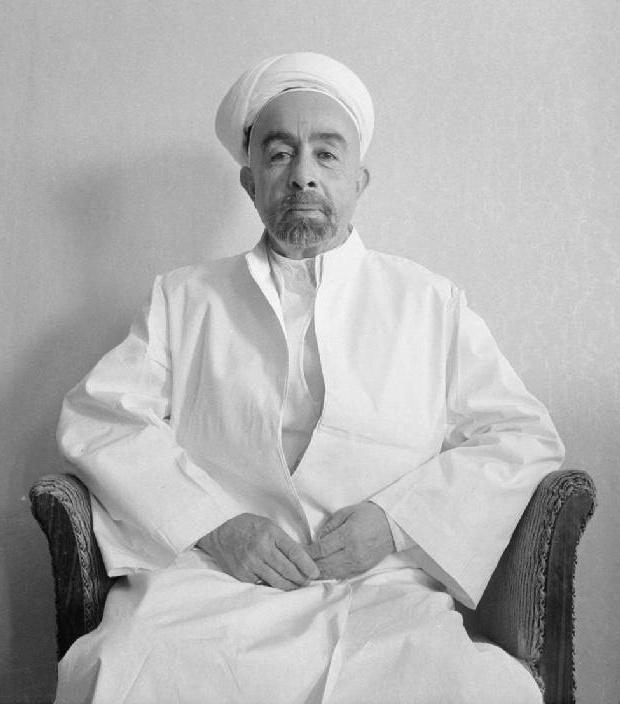
Abdallah ibn Husain I. († 1951)

- 1951: Abdallah ibn Husain I., Emir und König von Jordanien
- 1951: Wilhelm von Preußen, Kronprinz des Deutschen Reichs
- 1955: Calouste Gulbenkian, armenisch-britischer Ingenieur, Ölforscher, Finanzexperte und Kunstsammler
- 1955: Joaquín Pardavé, mexikanischer Schauspieler, Regisseur, Drehbuchautor und Komponist
- 1959: Karl Ansén, schwedischer Fußballspieler
- 1959: Bernhard Raestrup, deutscher Politiker
- 1960: Hans Schlange-Schöningen, deutscher Politiker
- 1969: Jean-Marie le Bourvelec, französischer Turner
- 1970: Horst Muys, deutscher Schlagersänger und Kölner Karnevalist
- 1972: Friedrich Flick, deutscher Industrieller der Montanindustrie, Kriegsverbrecher, reichster Mann Deutschlands
- 1972: Geeta Dutt, indische SängerinErnest Mandel († 1995)

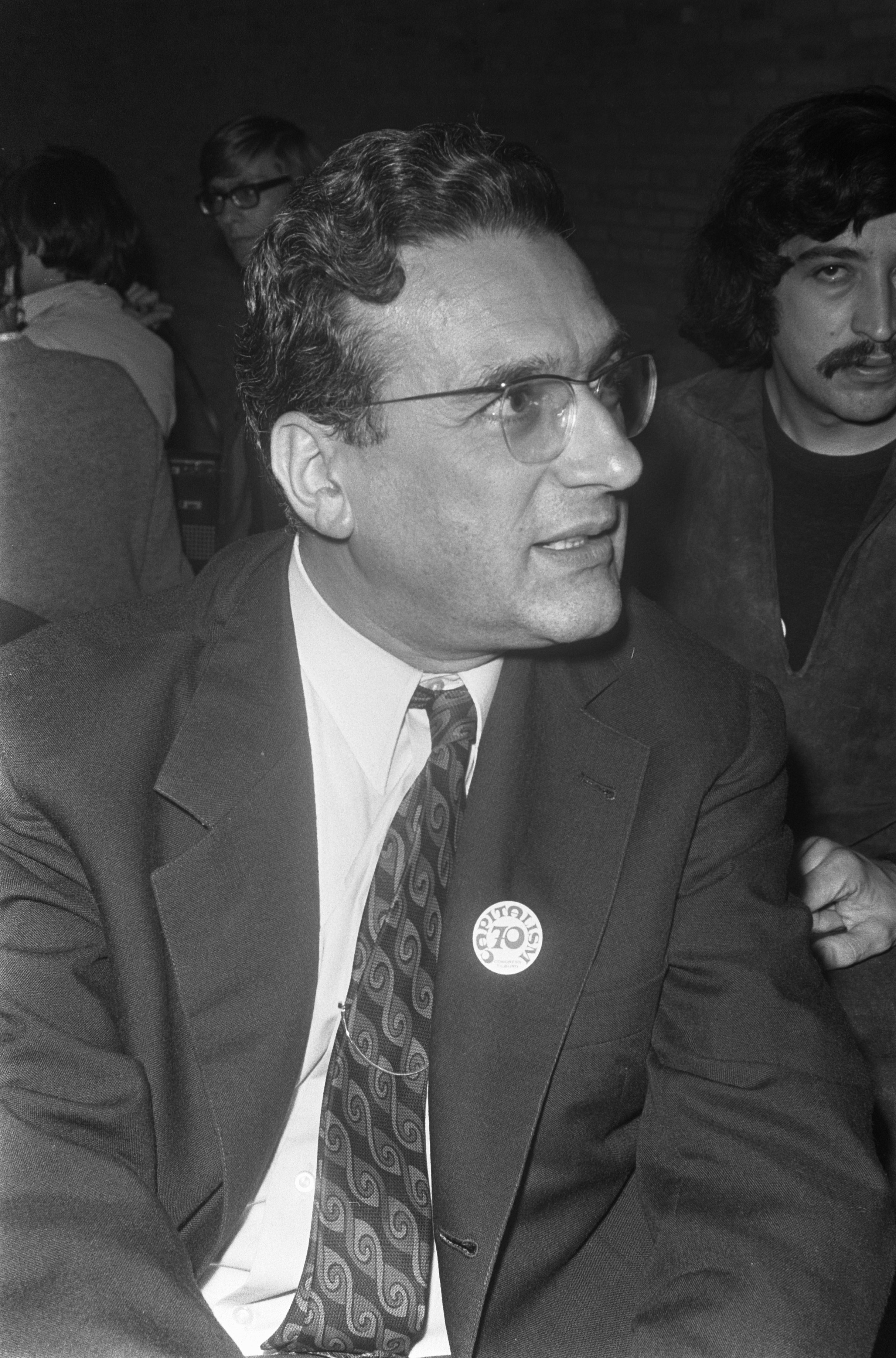
Ernest Mandel († 1995)

- 1973: Bruce Lee, US-amerikanischer Schauspieler
- 1977: Friedrich Georg Jünger, deutscher Lyriker, Erzähler und Essayist
- 1979: Hans-Joachim Schuke, deutscher Orgelbauer
- 1983: E. Preston Ames, US-amerikanischer Art Director und Szenenbildner
- 1983: Åke Andersson, schwedischer Fußballspieler
- 1984: Gail Kubik, US-amerikanischer Komponist, Geiger und Musikpädagoge
- 1989: Forrest H. Anderson, US-amerikanischer Jurist und Politiker
- 1989: Marie-Madeleine Fourcade, französische Widerstandskämpferin bzw. Geheimagentin
- 1989: Karen DeWolf, US-amerikanische Drehbuchautorin und Schriftstellerin
- 1989: Änne Meier, deutsche Volksschullehrerin, Fürsorgerin und ein KZ-Häftling
- 1993: Jacqueline Lamba, französische Malerin des Abstrakten Expressionismus
- 1994: Suzanne Juyol, französische Opernsängerin
- 1994: Wladimir Alexejewitsch Lotarjow, sowjetischer Konstrukteur von Strahltriebwerken
- 1994ː Maria Zachwatowicz, polnische Architektin

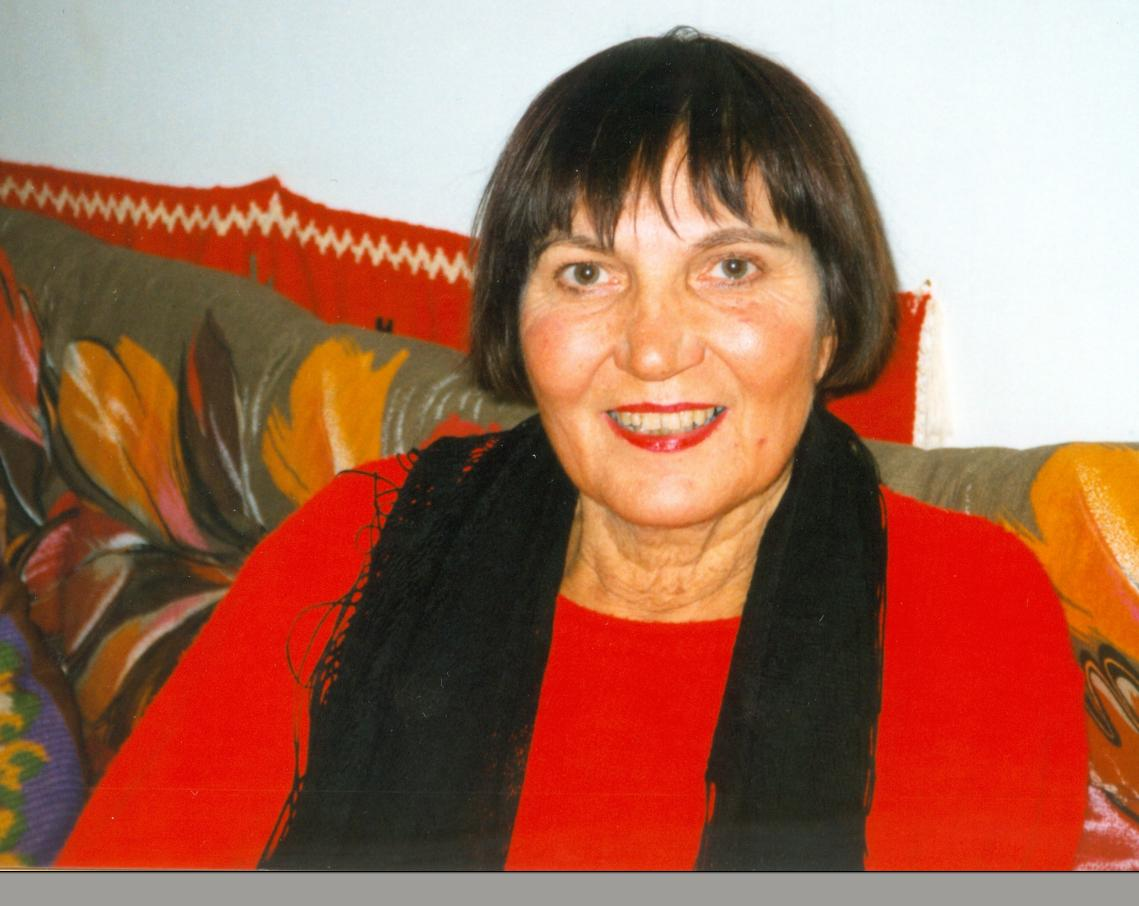
Käthe Riemann († 2000)

- 1995: Ernest Mandel, belgischer marxistischer Ökonom, Theoretiker
- 1995: Alexander Iwanowitsch Pirumow, armenisch-russischer Komponist und Musikpädagoge
- 1996: František Plánička, tschechischer Fußballspieler
- 1997: Arshi Pipa, albanischer Literat
- 1998: Dieter Nowka, deutscher Komponist, Dirigent und Musikwissenschaftler niedersorbischer Herkunft
- 1999: Emil Andres, US-amerikanischer Automobilrennfahrer
- 2000: Constanze Engelbrecht, deutsche Schauspielerin und Sängerin
- 2000ː Käthe Riemann, deutsche Dramaturgin und Autorin
- 2000: Henning Schlüter, deutscher Schauspieler

### 21. Jahrhundert
- 2001: Oscar Arredondo, kubanischer Paläontologe
- 2001: Carlo Giuliani, italienischer Aktivist

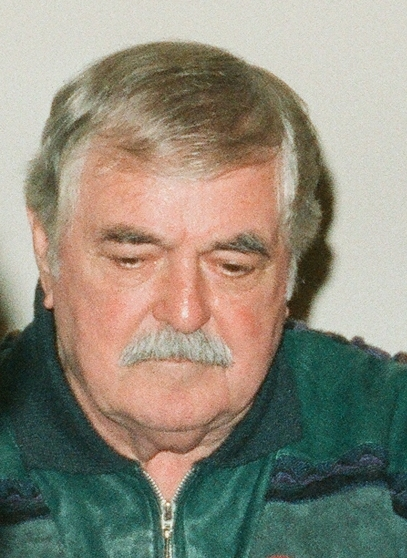
James Doohan († 2005)

- 2001: Werner Haentjes, deutscher Komponist und Dirigent
- 2003: Lauri Aus, estnischer Radrennfahrer
- 2003: Nicolas Freeling, englischer Krimi-Schriftsteller
- 2004: Antonio Gades, spanischer Tänzer und Choreograf

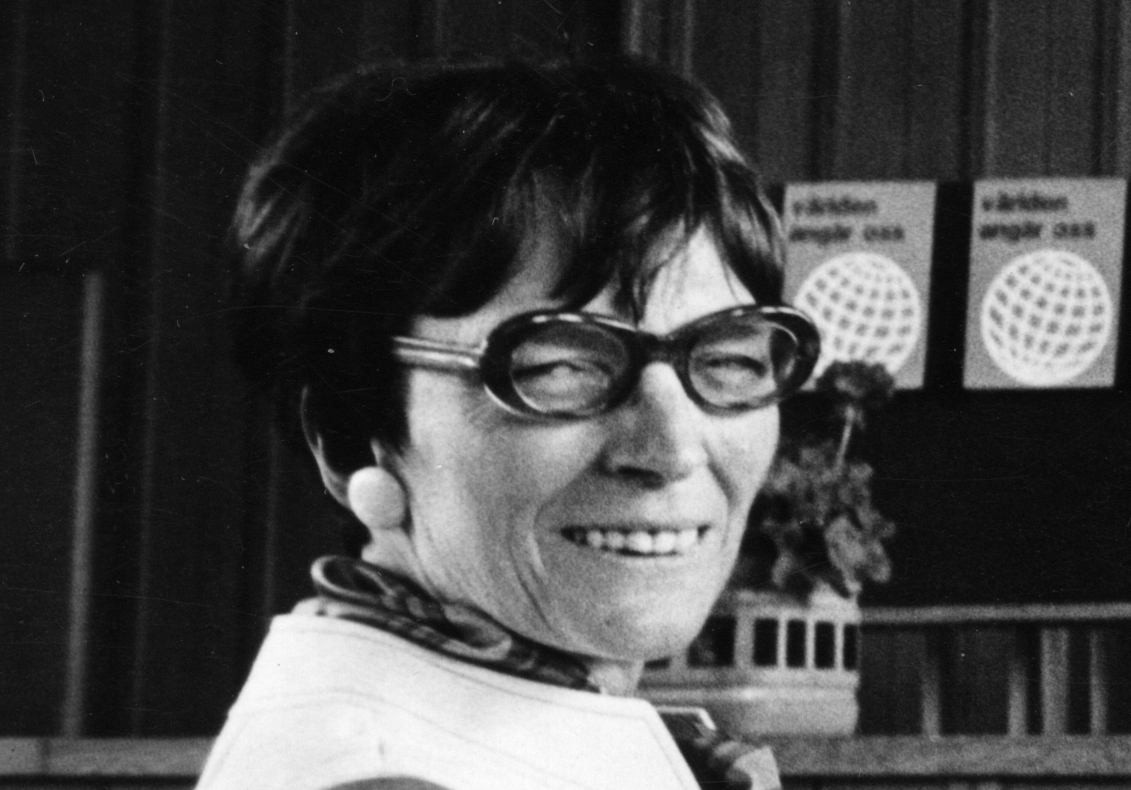
Karin Andersson († 2012)

- 2005: Horst Aschermann, deutscher Bildhauer und Professor für Kunst
- 2005: James Doohan, kanadischer Schauspieler
- 2006: Philipp von Bismarck, deutscher Landwirt und Politiker
- 2006: Charles Bettelheim, französischer Ökonom
- 2007: Ollie Bridewell, britischer Motorradrennfahrer
- 2008: Uwe Claussen, deutscher Mediziner und Humangenetiker
- 2009: Detlef Müller, deutscher Drehbuchautor

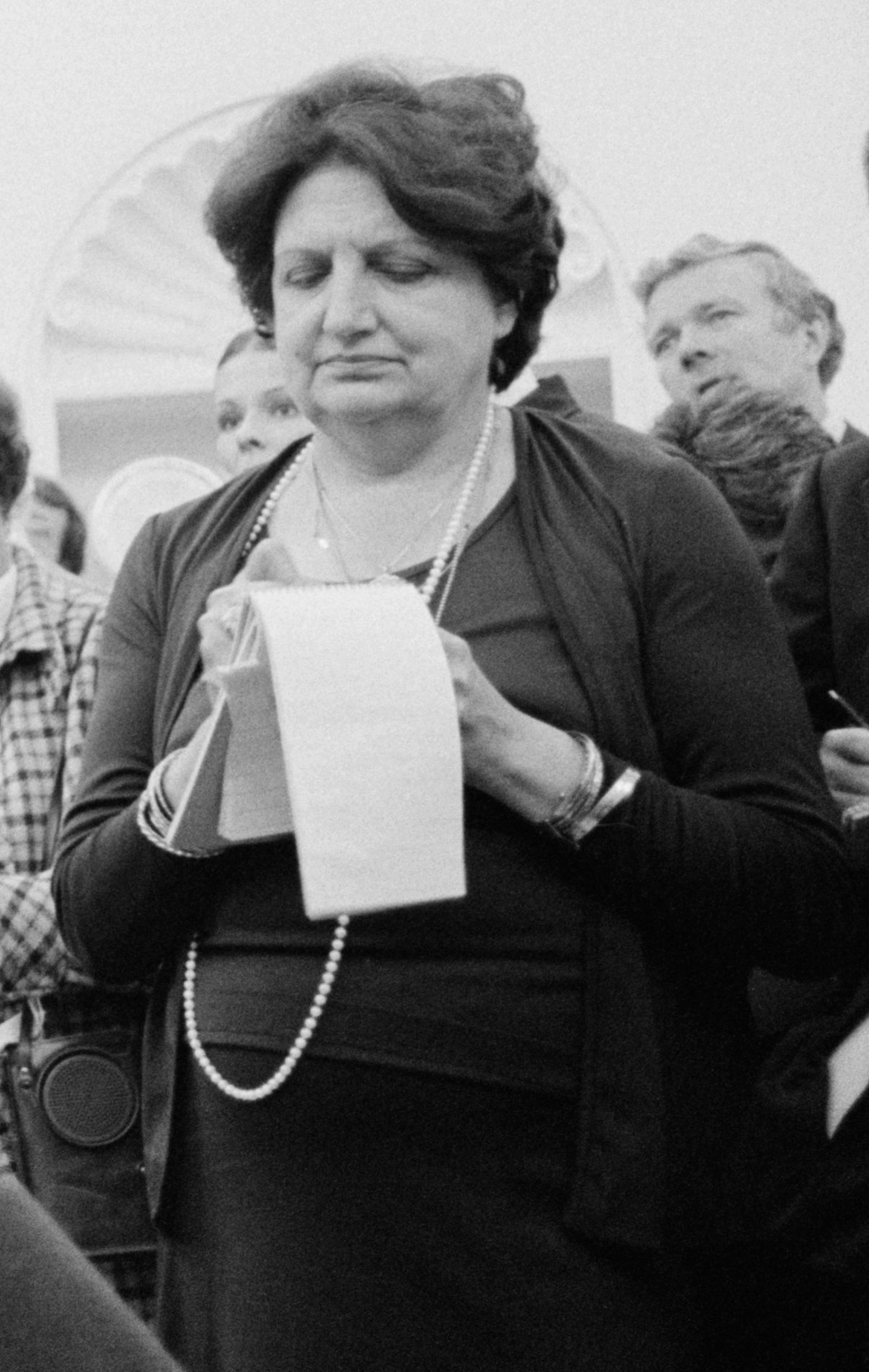
Helen Thomas († 2013)

- 2010: Dagmar Altrichter, deutsche Schauspielerin und Synchronsprecherin
- 2011: Lucian Freud, britischer Maler
- 2012: Karin Andersson, schwedische Politikerin
- 2013: John Casablancas, spanisch-US-amerikanischer Unternehmer und Model
- 2013: André Grobéty, Schweizer Fußballspieler
- 2013: Helen Thomas, US-amerikanische Journalistin
- 2014: Klaus Schmidt, deutscher Archäologe

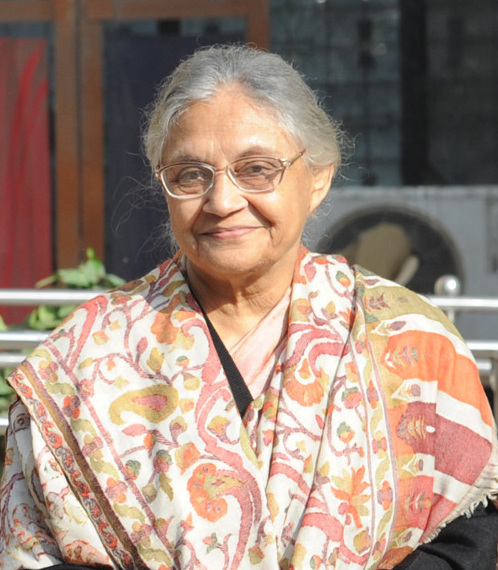
Sheila Dikshit († 2019)

- 2014: Manfred Sexauer, deutscher Moderator
- 2015: Kafumba Konneh, liberianischer Repräsentant des Islam und Menschenrechtsaktivist
- 2015: Sieghardt Rupp, österreichischer Schauspieler
- 2016: Pawel Grigorjewitsch Scheremet, belarussischer Journalist
- 2016: Klaus Spürkel, deutscher Schauspieler
- 2017: Chester Bennington, US-amerikanischer Sänger (Linkin Park)
- 2017: Andrea Jürgens, deutsche Schlagersängerin
- 2017: Bernhard Kempa, deutscher Handballer und Handballtrainer
- 2018: Barbara Hammann, deutsche Kunsthistorikerin, Hochschullehrerin und Videokünstlerin
- 2018: Joachim Heermann, deutscher Mediziner
- 2018: Christoph Westerthaler, österreichischer Fußballspieler und -trainer
- 2019: Sheila Dikshit, indische Politikerin
- 2019: Eberhard Mannschatz, deutscher Pädagoge und Hochschullehrer
- 2019ː Marisa Merz, italienische Installationskünstlerin und Malerin
- 2020: Neil Crang, australischer Automobilrennfahrer
- 2020: Angela Spook, deutsche Straßenkünstlerin
- 2020: Wiktor Alexandrowitsch Tschischikow, russischer Illustrator
- 2021: Christoph Demke, deutscher Theologe und Bischof
- 2021: Inge Ginsberg, österreichisch-schweizerische Journalistin, Autorin und Sängerin.
- 2022: Jolán Kleiber-Kontsek, ungarische Leichtathletin
- 2022: Judith Stamm, Schweizer Politikerin
- 2024ː Sandy Posey, US-amerikanische Sängerin
- 2025ː Traute Gruner, deutsche Künstlerin, Gestalterin von Farbglasfenstern, Wandbildern und Wandteppichen
- 2025ː Urszula Kozioł, polnische Dichterin, Feuilletonistin und Theaterschaffende

## Feier- und Gedenktage
- Kirchliche Gedenktage
  - Hl. Margareta von Antiochia, römische Jungfrau, Märtyrerin und Schutzpatronin (anglikanisch, evangelisch, katholisch)
  - Hl. Elija, israelitischer Prophet (orthodox, katholisch, evangelisch: LCMS)
  - Hl. Aurelius von Karthago, Theologe, Kirchenvater und Bischof von Karthago (katholisch)
- Namenstage
  - Elias, Margarete
- Staatliche Feier- und Gedenktage
  - Kolumbien, Unabhängigkeit von Spanien (1831)
  - Deutschland: Jahrestag des Attentats vom 20. Juli 1944
- Sonstige
  - Internationaler Schachtag

Weitere Einträge enthält die Liste von Gedenk- und Aktionstagen.